# 和菓子

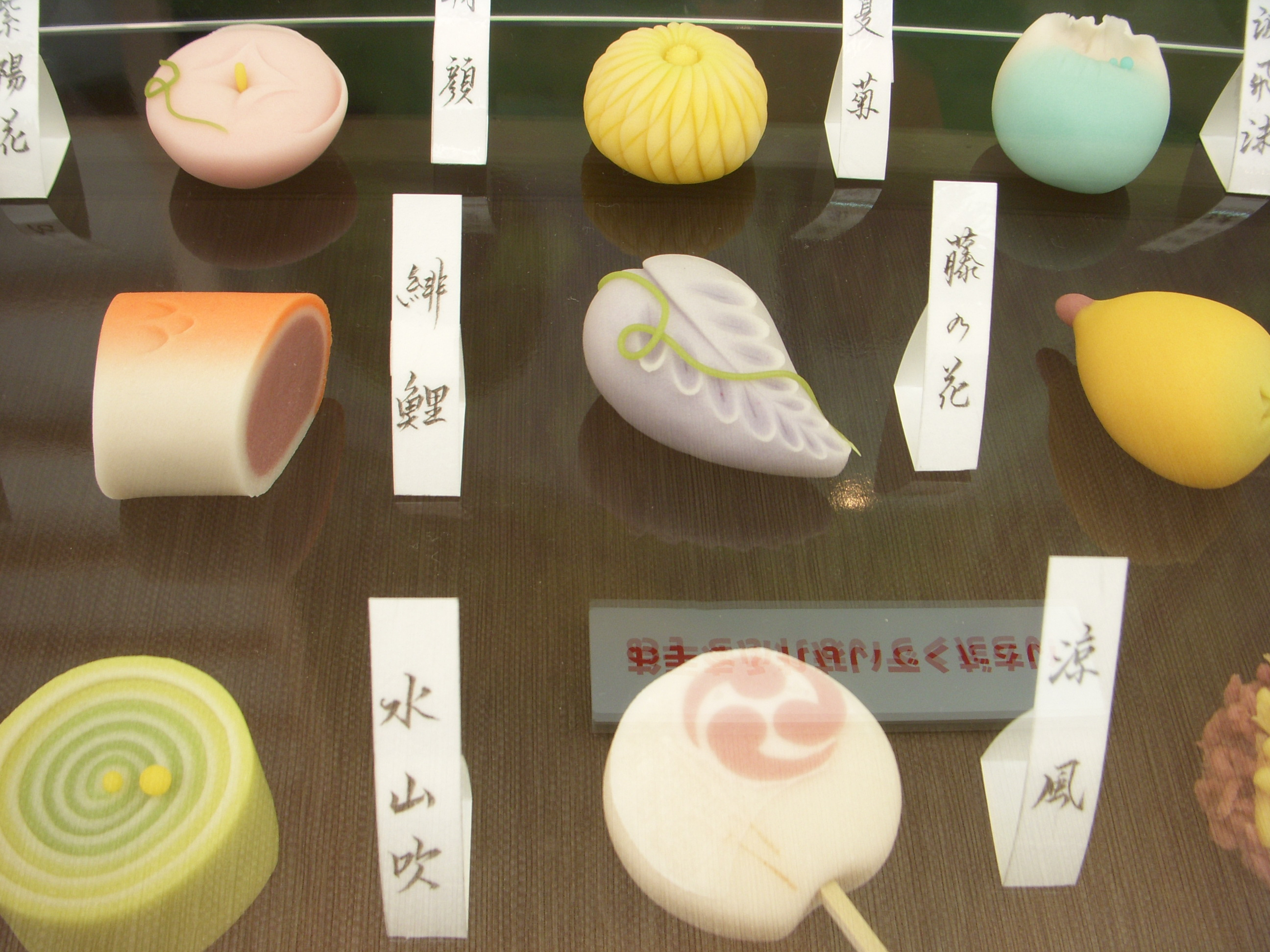
日本独特の菓子として世界的に知られる、四季の風情をテーマにした生菓子の練り切り

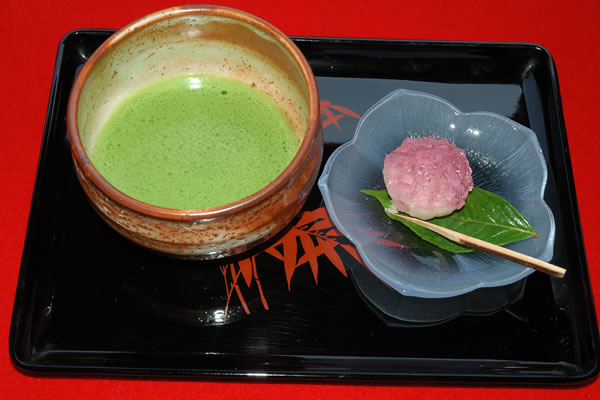
和菓子と抹茶

和菓子（わがし）は、日本の伝統的な菓子のこと。和菓子は生菓子と半生菓子と干菓子に分けることができる。明治時代以降にヨーロッパなどから新しく日本に入ってきた洋菓子に対する言葉で、餅菓子、羊羹、饅頭、最中、落雁、煎餅などが含まれる。また遣唐使がもたらした唐菓子、近世にスペイン・ポルトガル・オランダからもたらされ日本で独自の発展を遂げた南蛮菓子も和菓子の一種として扱われる。
洋菓子と比べて油脂や香辛料、乳製品などの調味料を使うことが少なく、米・麦などの穀類、小豆・大豆などの豆類、葛粉などのデンプン、および砂糖を主原料としたものが多いのが特徴である。特に豆類を加工して作る餡が重要な要素となるものが多い。一般に緑茶に合わせることを想定して作られており、日常的な茶請け菓子として親しまれているだけでなく、茶の湯との関係も深い。その他各種の年中行事や慶弔事における引き出物などにも用いられる。四季との結びつきが強いことも特徴の一つで、特に上生菓子（じょうなまがし）と呼ばれる上等な生菓子では、各種の製法を駆使し、味だけでなく視覚的な美しさが豊かな季節感をもって表現されている。
江戸時代、和菓子は比較的平和な社会と文化的・経済的発展の恩恵を受けて大いに発展し、現在に通じる様々な和菓子が生み出されて日本各地の和菓子文化が花開き、根本的に和菓子を現在のようなものにした。四季毎の風情をかたどった様々な色と形状をした日本独特の生菓子である練り切りもこの時代に生まれた。

## 歴史
古代の日本人は稲、粟、稗などを主食とし、狩猟や漁撈などによってタンパク質を得ていたが、そのほかにも空腹を感じると野生の木の実や果物をとって食していたと考えられ、これが間食としての菓子のはじまりであろうと考えられている（果物はかつて「水菓子」と呼ばれていた）。初めは生のまま食べていたが、次第に保存のため乾燥させたり、灰汁を抜いた木の実の粉で粥状のものを作ったり、あるいは丸めて団子状にしたりするようになり、現代の団子や餅の原型となるものが作られるようになっていった。『古事記』『日本書紀』においては、垂仁天皇の命で田道間守が不老不死の理想郷に赴き、10年の探索の末に非時具香菓（ときじくのかくのみ、橘の実とされる）を持ち帰ったと記されており、これによって果子（果物）は菓子の最初とされ、田道間守は菓祖神とされている。
文武天皇の治世の704年には遣唐使の粟田真人によって唐菓子が日本にもたらされた。これらの食べ物は米、小麦、大豆、小豆などを粉末にして練ったものを主体とし甘味噌で味付けし油で揚げたものであった。これらの菓子は仏へのお供え物や祭神用として尊ばれ、現在でも熱田神宮や春日大社、八坂神社などの神餞などとしてその形を残している。奈良時代の754年には鑑真によって砂糖や蜂蜜が、平安初期の806年には空海によって煎餅の製法が伝えられたが、砂糖を使った現在のような様々な和菓子が広く作られるのは850年後の江戸時代からである。
鎌倉時代には、宋から茶苗を持ち帰った栄西によって茶の栽培と普及が進められて喫茶文化が広まり、茶と共に菓子を食べる習慣が日本に導入された。喫茶文化と共に伝わったのが点心であり、そのうち現在の和菓子につながるものとしては饅頭と羊羹があるが、それらは今日の和菓子とはかなり異なっており菓子というよりはむしろ料理であった。例えば、饅頭は汁物と漬物と一緒に箸で食べる料理であり中の具として野菜などが入っていた。一説によると、饅頭は仁和寺の第二世龍山徳見に弟子入りした林浄因によってもたらされたとされ、浄因は奈良の村に定住して日本における最初の饅頭である「奈良饅頭」を売り出したとされる。饅頭には当初中国のものにならって羊豚の肉が餡として使われていたが、当時の日本には肉食の習慣がなかったため、浄因は肉の代わりに豆類餡を入れたものを創案し、それが全国に波及したとの伝承がある。その後、室町時代に砂糖を使う饅頭が誕生し、これが現在の饅頭の原型とみられている。またこの時代にもたらされた羊羹も元々は羊の肉が入った汁物であったが、日本には肉食の習慣がなかったため小豆を使用したものに改良されて、さらに汁が取り除かれ、1600年代に日本で寒天が発明された後に1800年頃に現在の寒天に発展した。
室町時代にはポルトガル、スペイン、オランダの宣教師たちにより、カステラ、ボーロ、金平糖、カルメラといったいわゆる南蛮菓子がもたらされ、小麦粉や砂糖を使ったこれらの菓子は和菓子の製法と発展にも大きな影響を与えた。これらの南蛮菓子もその後に日本人より改良され、カステラには水飴が使われるようになってしっとりとした食感に代わり、ザラメの砂糖が底に敷かれるようになった。また金平糖は伝来時はゴマやケシの実を核とした糖衣菓子だったが日本では砂糖のみの菓子へと変貌した。
江戸時代には、比較的平和な社会と経済と文化的な飛躍的発展の恩恵を受けて多種多様な和菓子が誕生し、現在につながる和菓子文化が花開いた。慶長年間から寛永年間にかけて、和菓子の銘に四季の風情や古典文学が取り入れられるようになり、元禄文化が花開いた元禄年間には琳派の影響を受けて、和菓子の造形や色彩にまで四季の風情や古典文学が取り入れられるようになった。それまで貴重品であった砂糖の輸入も増え、徳川吉宗の増産政策により砂糖の国内自給率もあがり和三盆が生まれた。日本独自の製菓技術が発達していき、江戸で武家や庶民に親しまれた江戸菓子、京都のみやびな京菓子がその形を整えていった。京都の土産物として有名な八ッ橋もこの時代に誕生した。参勤交代制度によって各地の街道が整備されたことでひとびとの行き来や情報交流が盛んになり、各地の銘菓・名物菓子が知られるようになった。四季の風情を写し取った様々な形状や色がある世界的に高名な練り切りもこの時代に誕生した。これらの和菓子の美しいデザインと風流な銘は『御蒸菓子図』などの絵図帳にカラフルに記録された。飴や飴細工が庶民の間で流行り、飴屋や行商人たちは大道芸やからくり人形や女装を用いて街の通りで売り歩いた。このようにして江戸時代には現在の和菓子のほとんどが形作られた。
明治時代になると、開国とともに西洋の文化が押し寄せ、チョコレートやビスケット、ケーキ、キャンディーといった洋菓子が日本に次々と導入されていった。これにともない新たに日本に入ってきた洋風菓子を「洋菓子」、それまでの日本の菓子を「和菓子」とする呼び分けがされるようになった。その後はあんパン、クリーム入りの饅頭といった和洋折衷の菓子、西洋起源ではないものが日本化したものなども生まれ、現代の日本では多様な菓子が並立する時代となっている。

## 種類
菓子には様々な分類方法があるが、日本では保存性の観点から、まず水分の含有量に基づき生菓子、干菓子および半生菓子に大別することが一般的になっている（洋菓子にも用いられる）。水分を30％以上含むものが生菓子、10％以下のものが干菓子で、10％から30％のものが半生菓子におおよそ分類される（食品衛生法上はさらに細かい規定がある。生菓子他を参照）。「生」は加熱していないという意味ではなく、焼き菓子でも水分量の多いものは生菓子になる。生菓子よりも半生菓子のほうが、半生菓子よりも干菓子のほうが保存性が高く日持ちしやすい。後述のように餅菓子や饅頭などは生菓子、煎餅や落雁などは干菓子で、最中などは半生菓子に属する。羊羹や求肥のように、製法によって水分量が左右され、生菓子になったり半生菓子になったりするものもある。

### 製法による分類

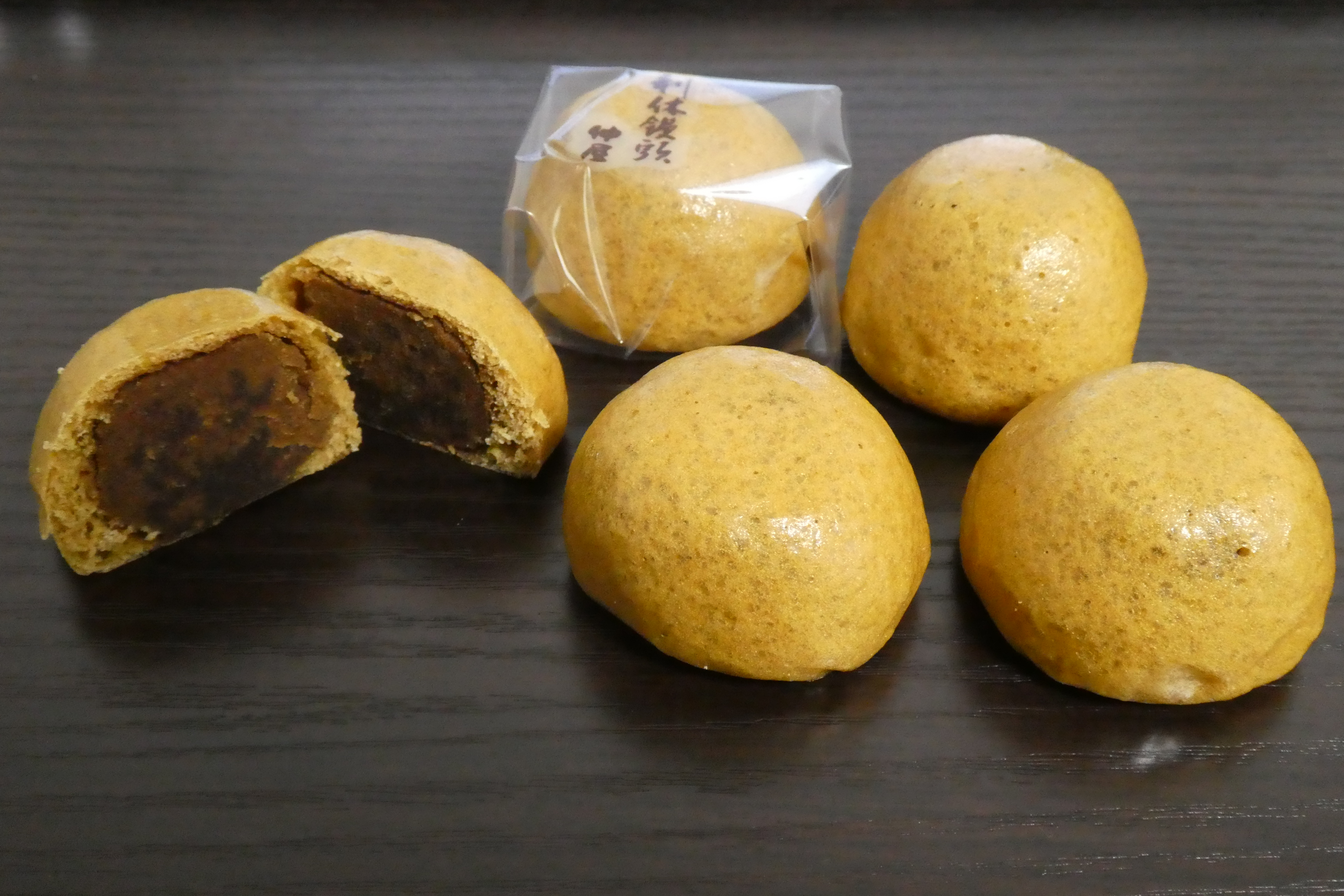
饅頭
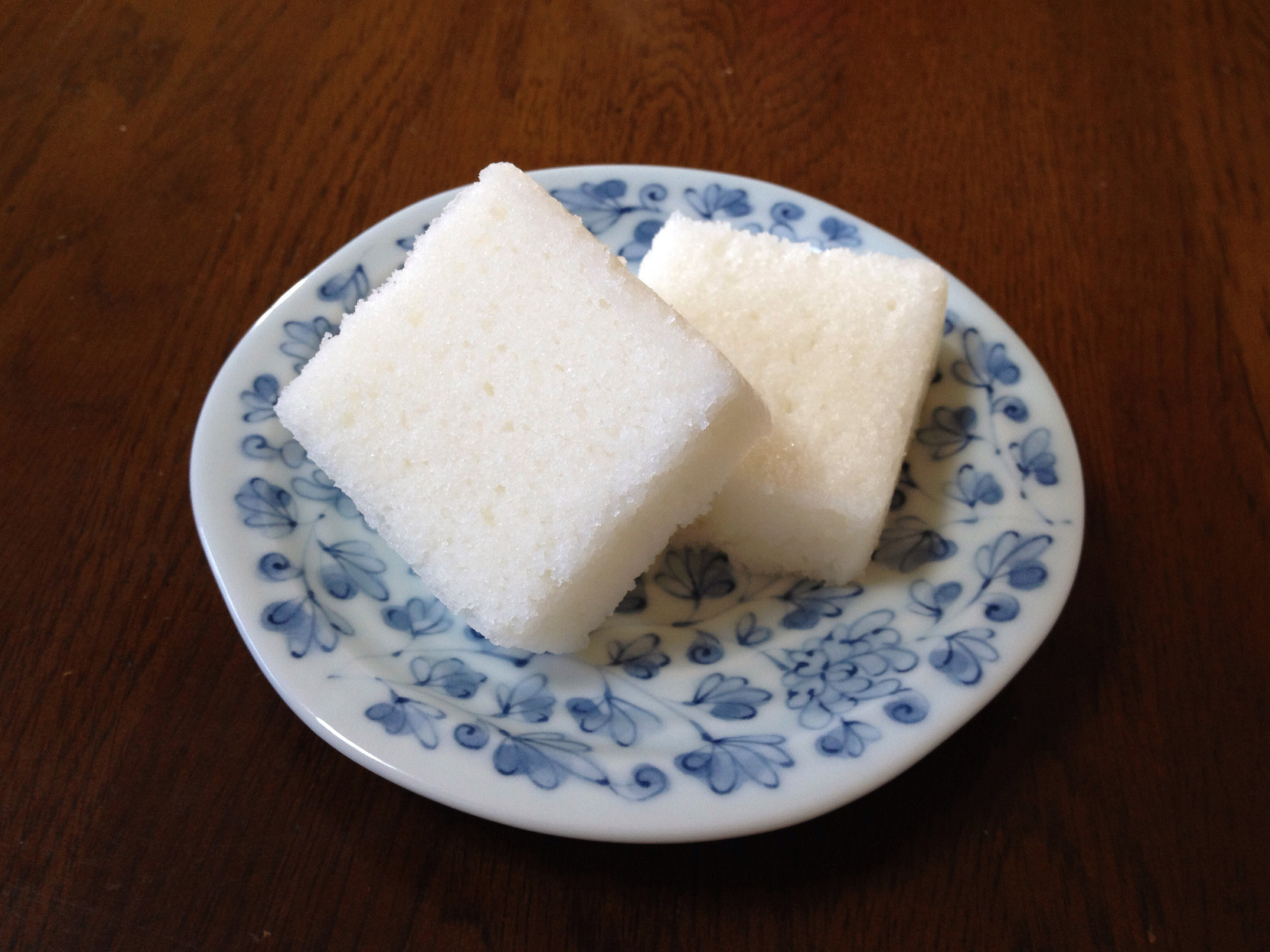
軽羹

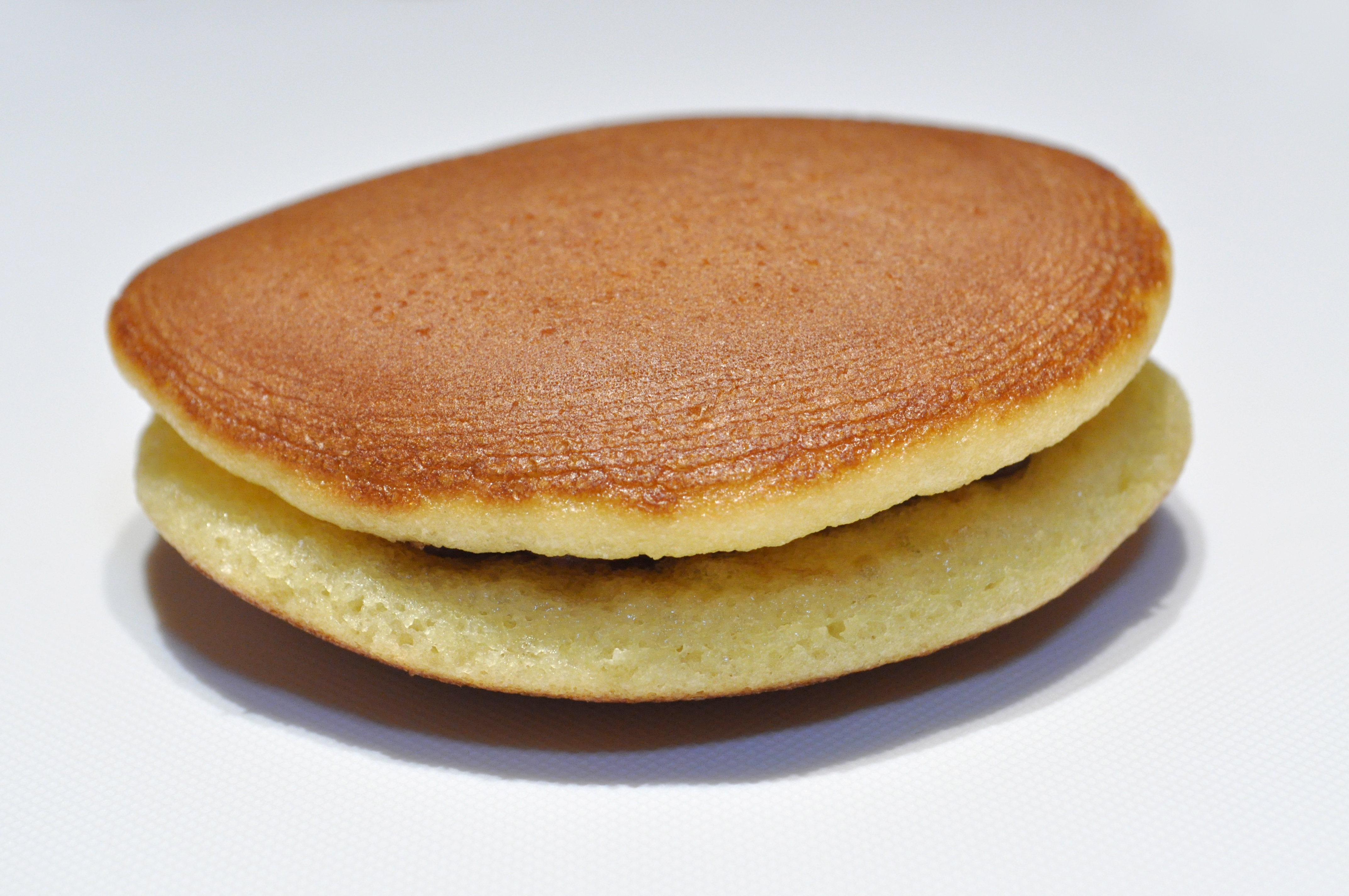
どら焼き（平鍋）
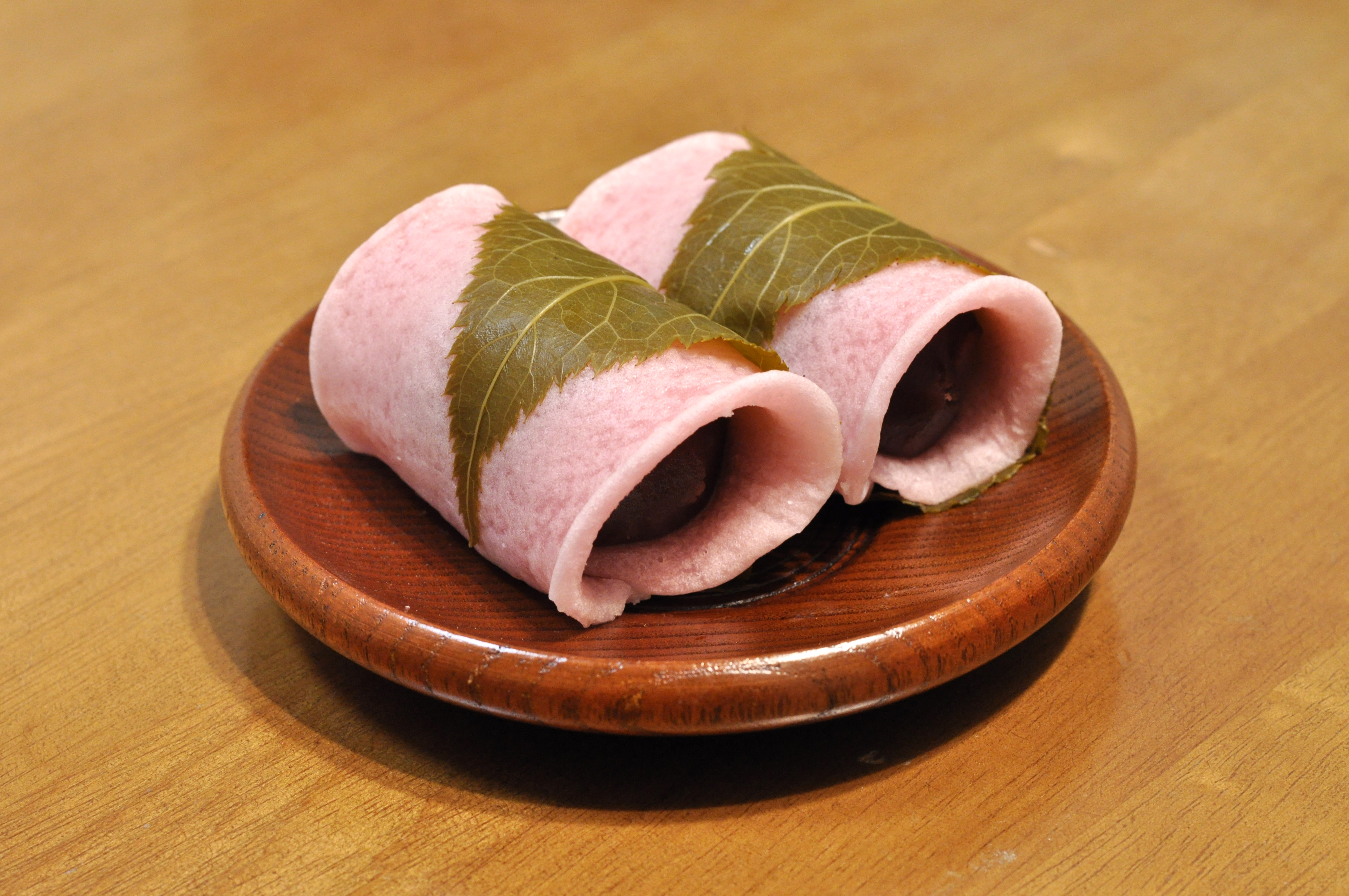
関東風桜餅（平鍋）
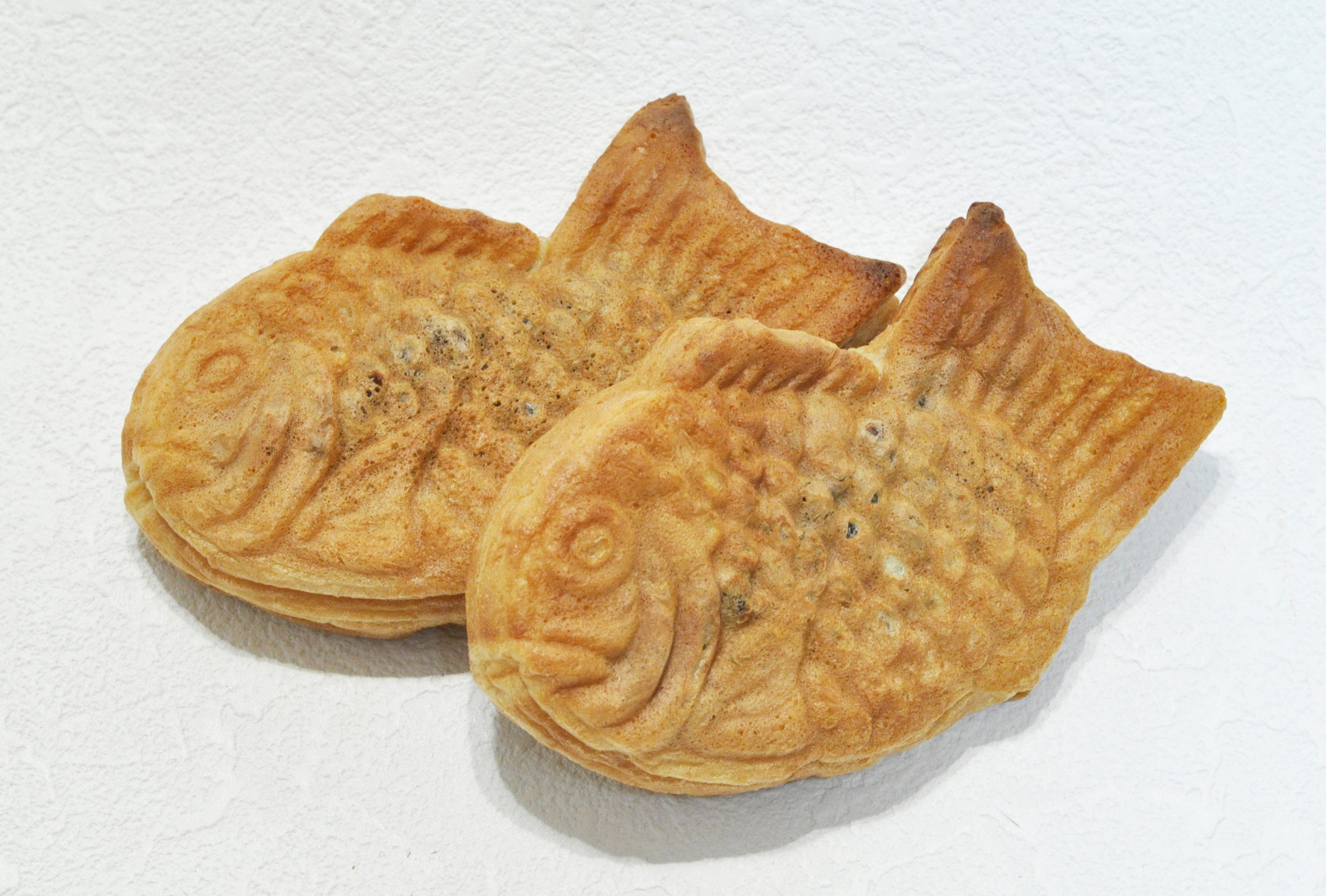
たい焼き（平鍋）
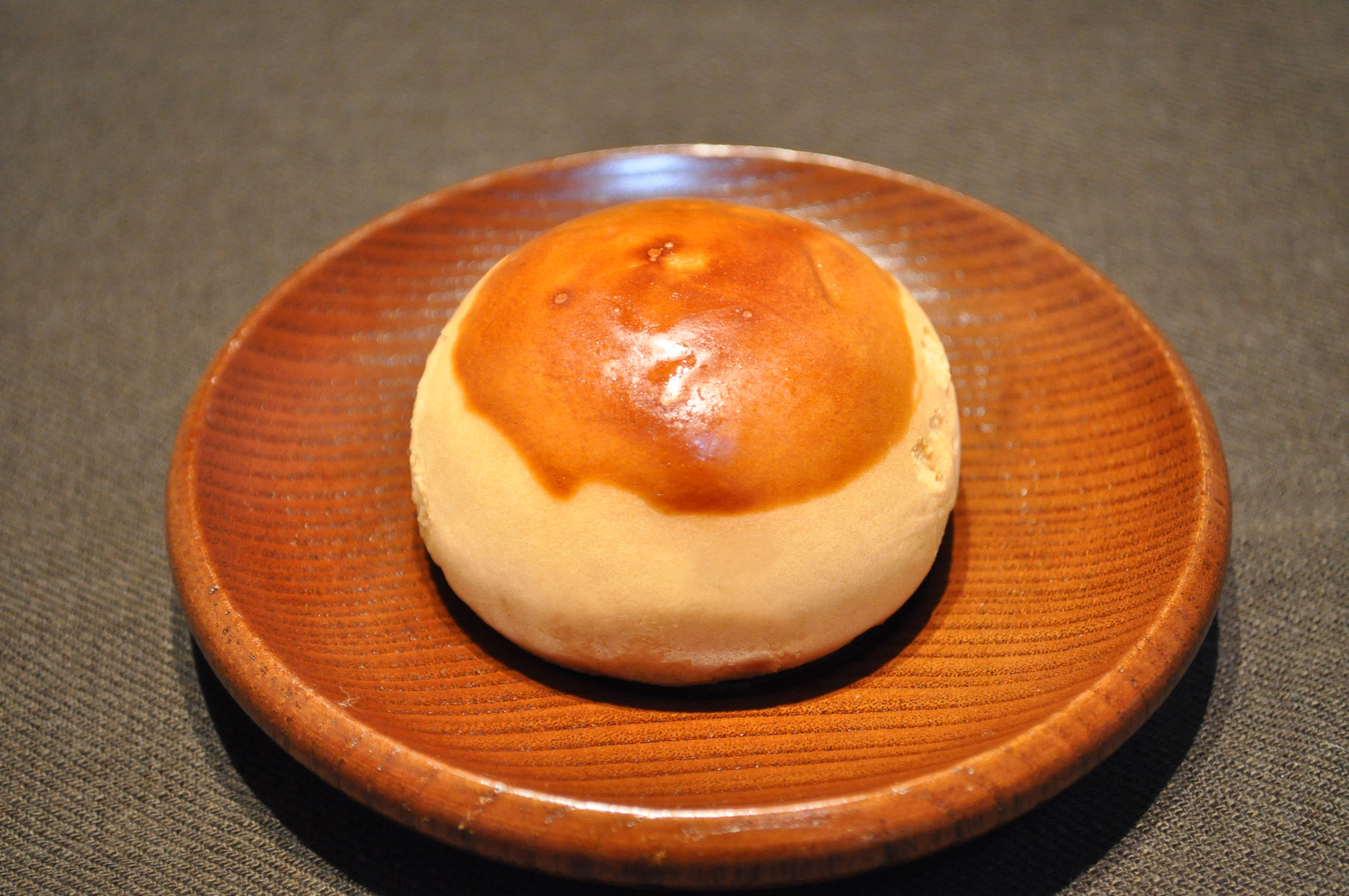
栗まんじゅう（オーブン）
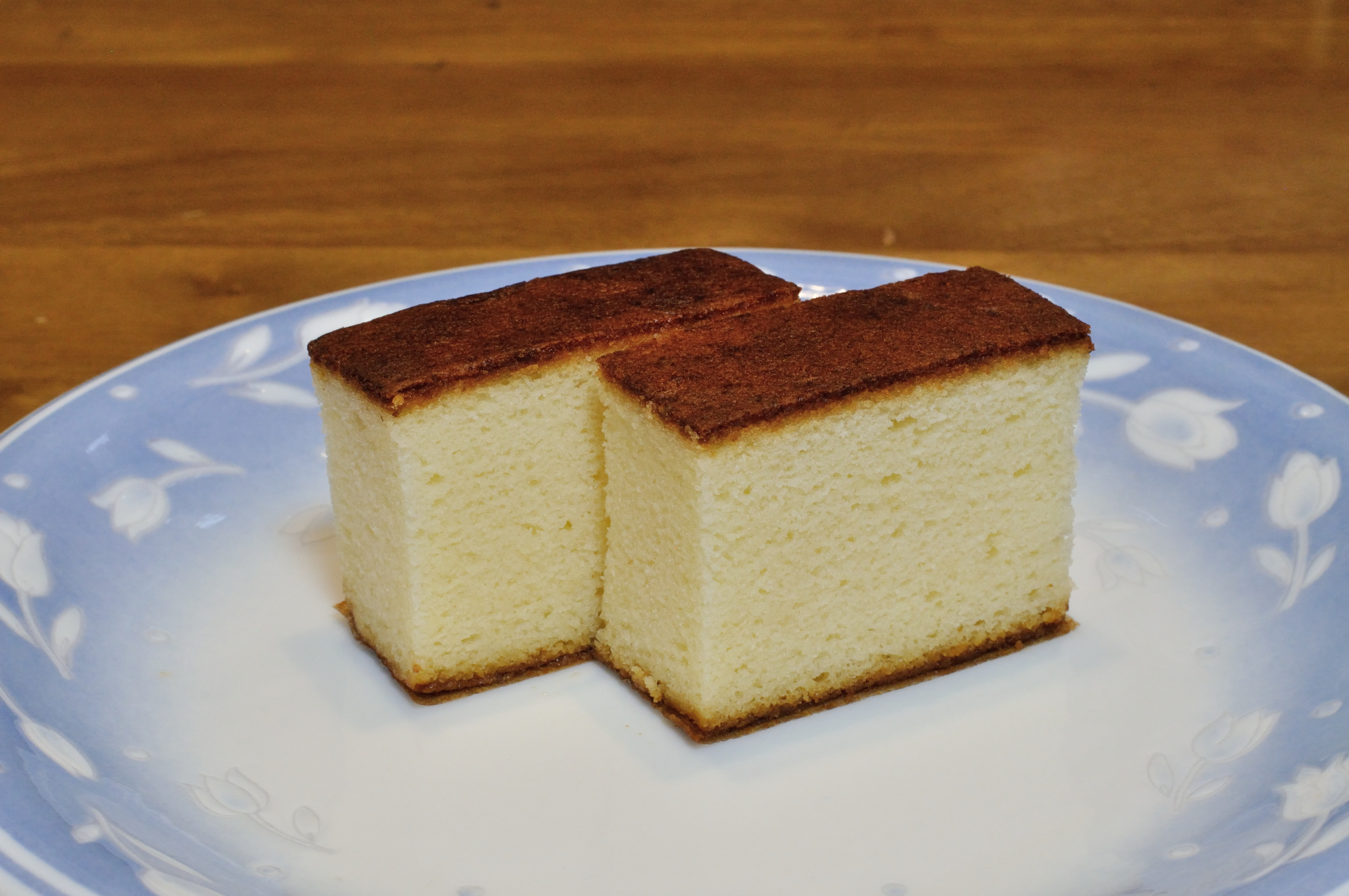
カステラ（オーブン）
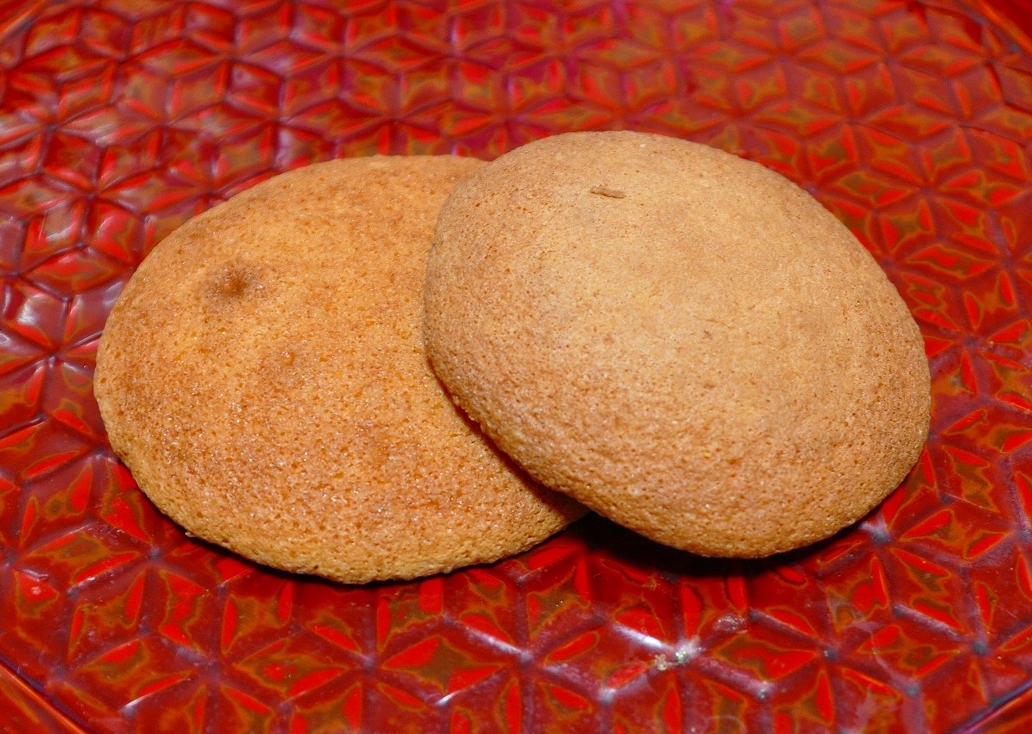
ボーロ（干菓子）

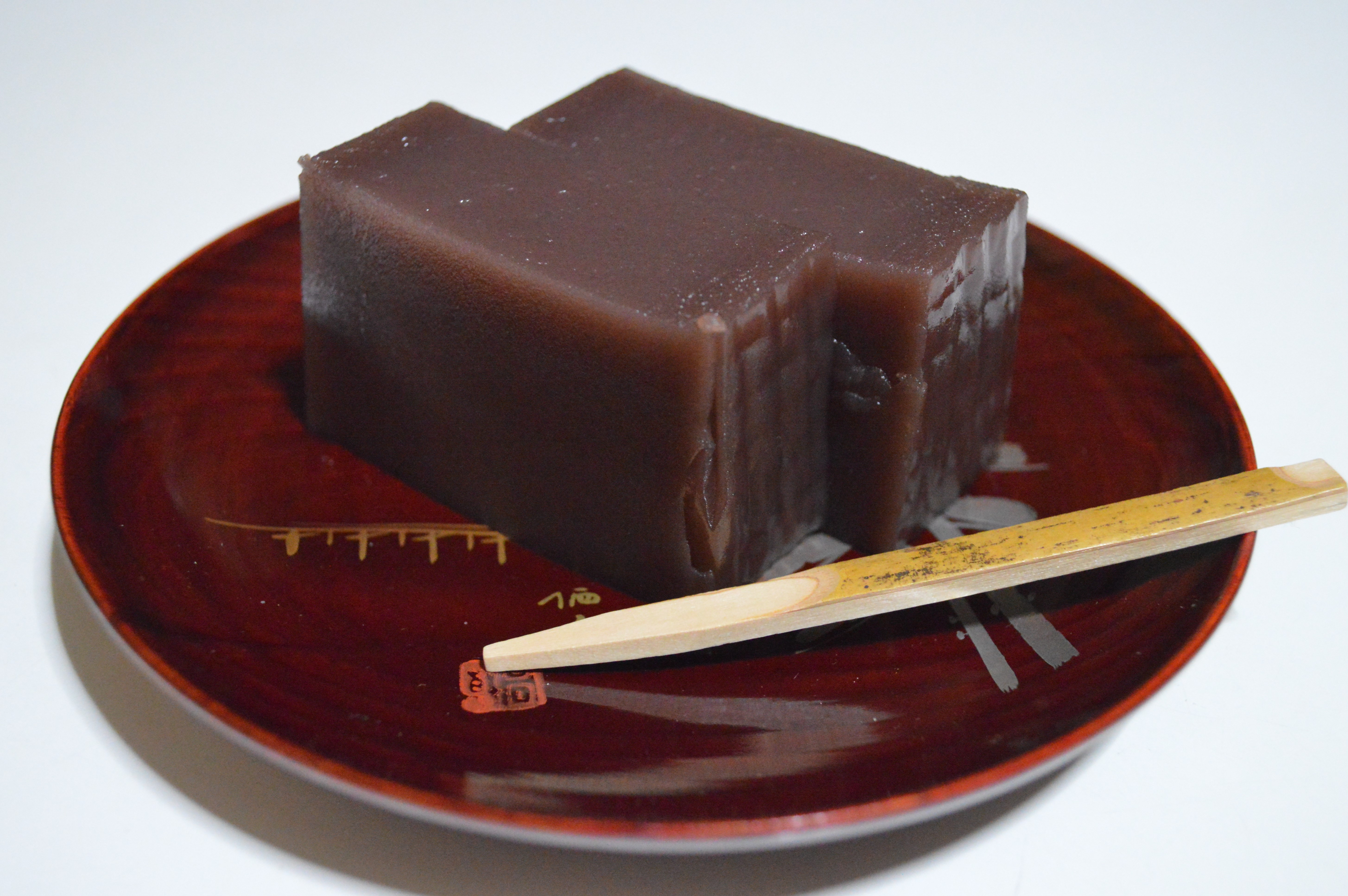
羊羹

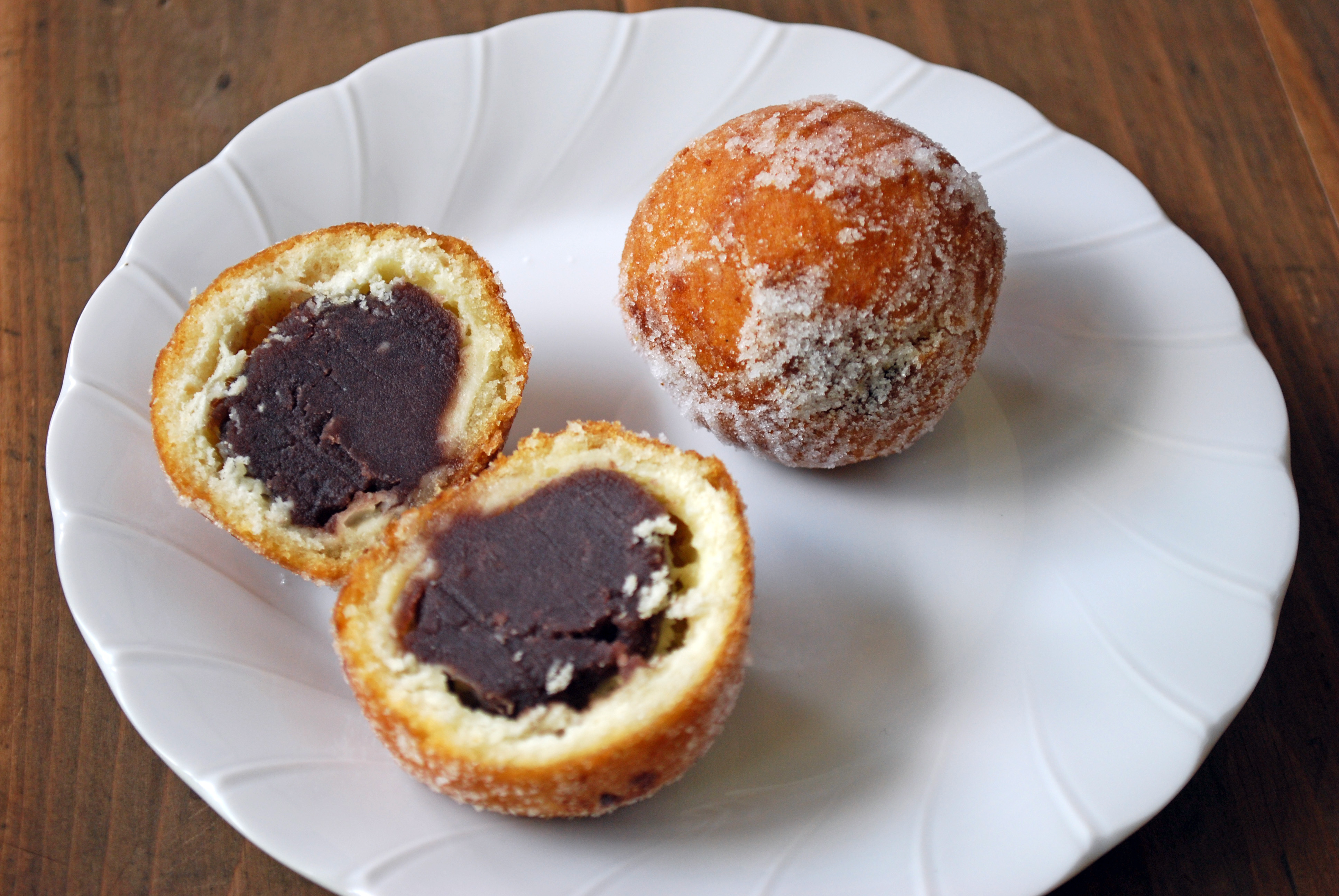
あんドーナツ（生菓子）
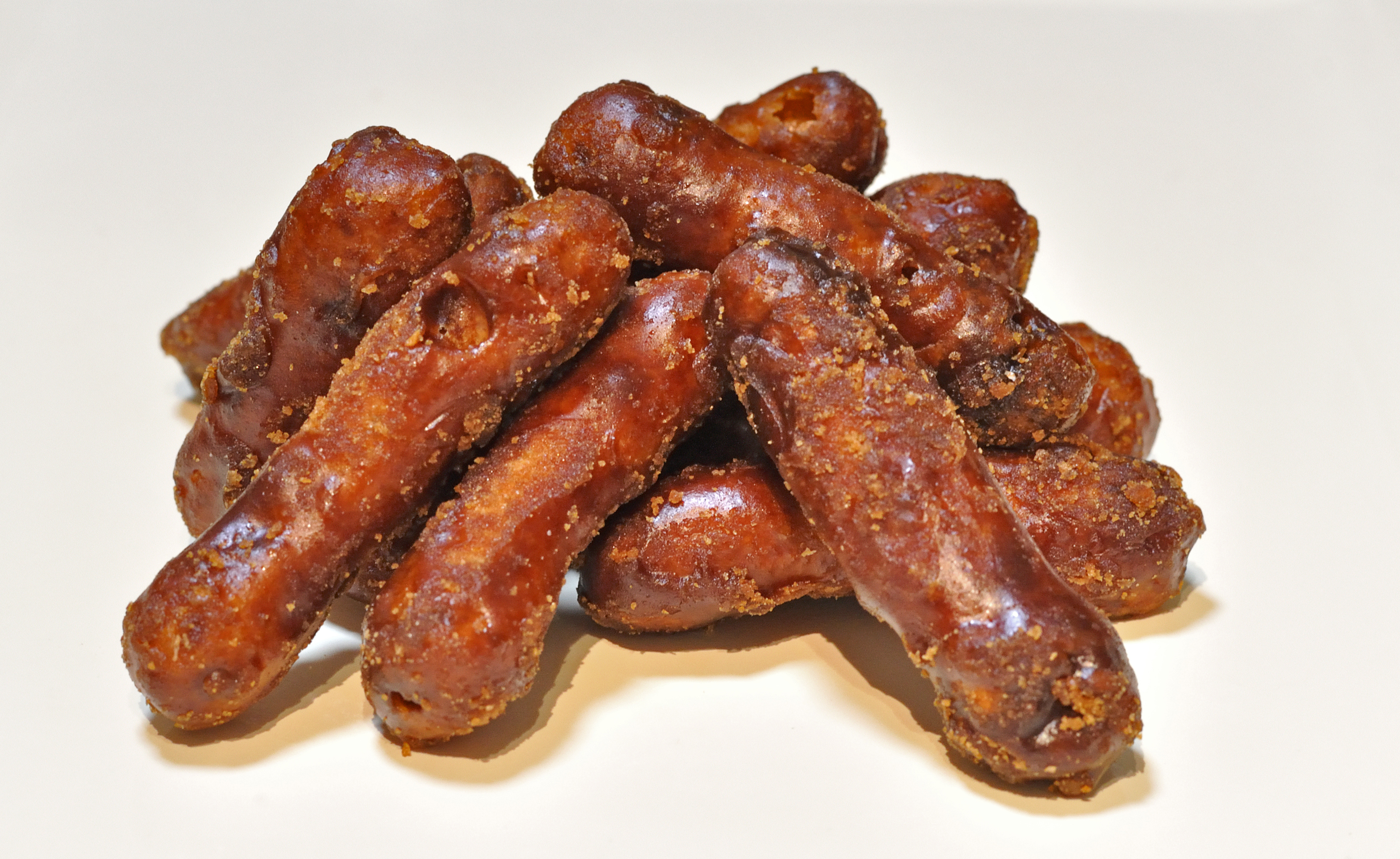
かりんとう（干菓子）

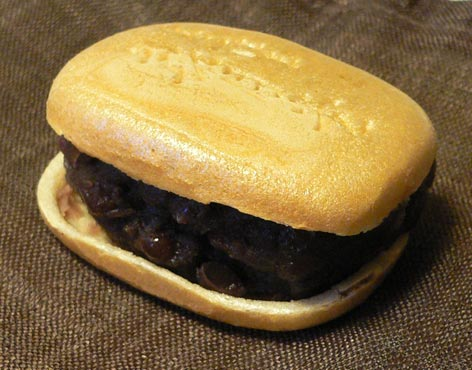
最中

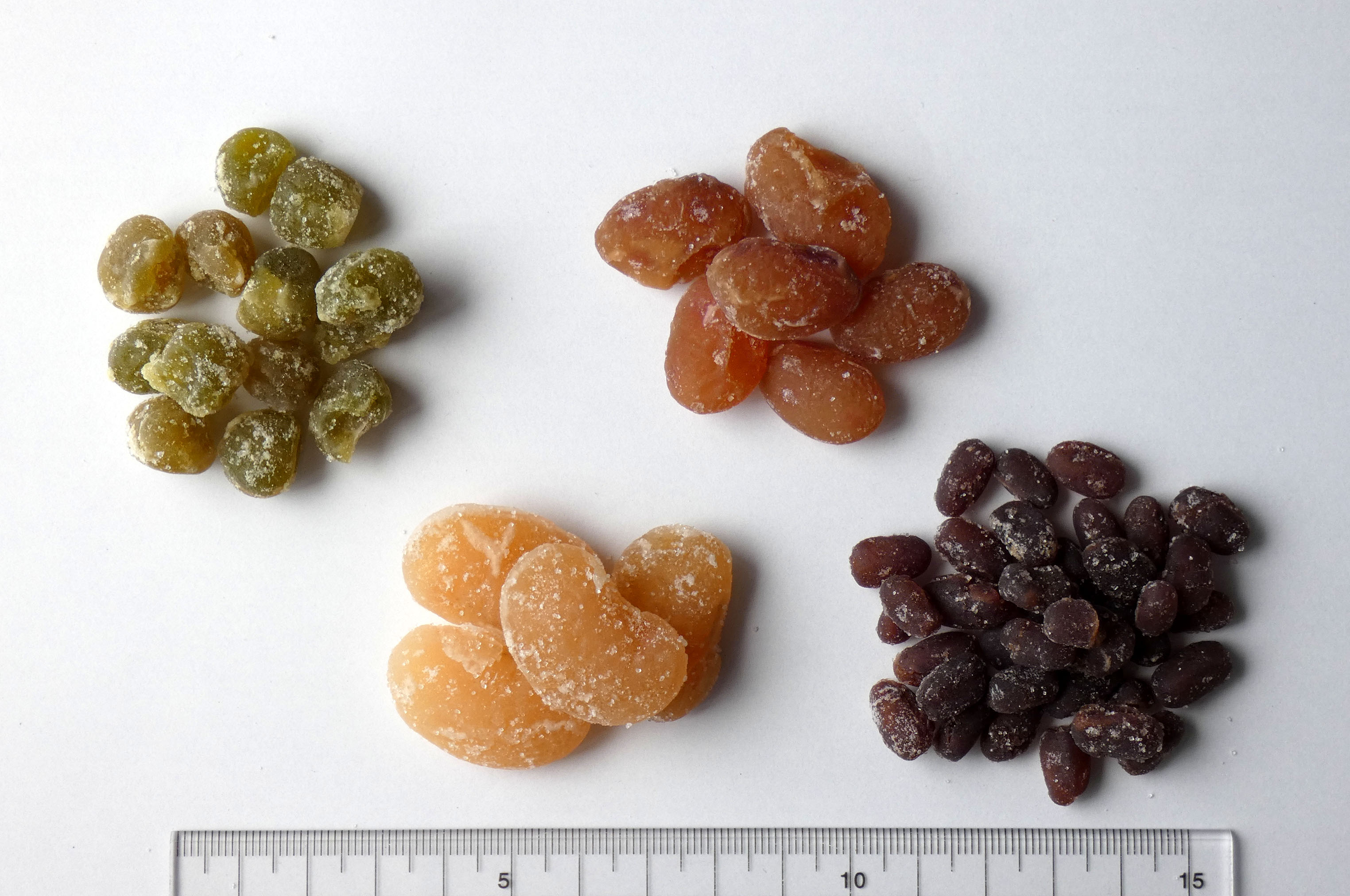
甘納豆

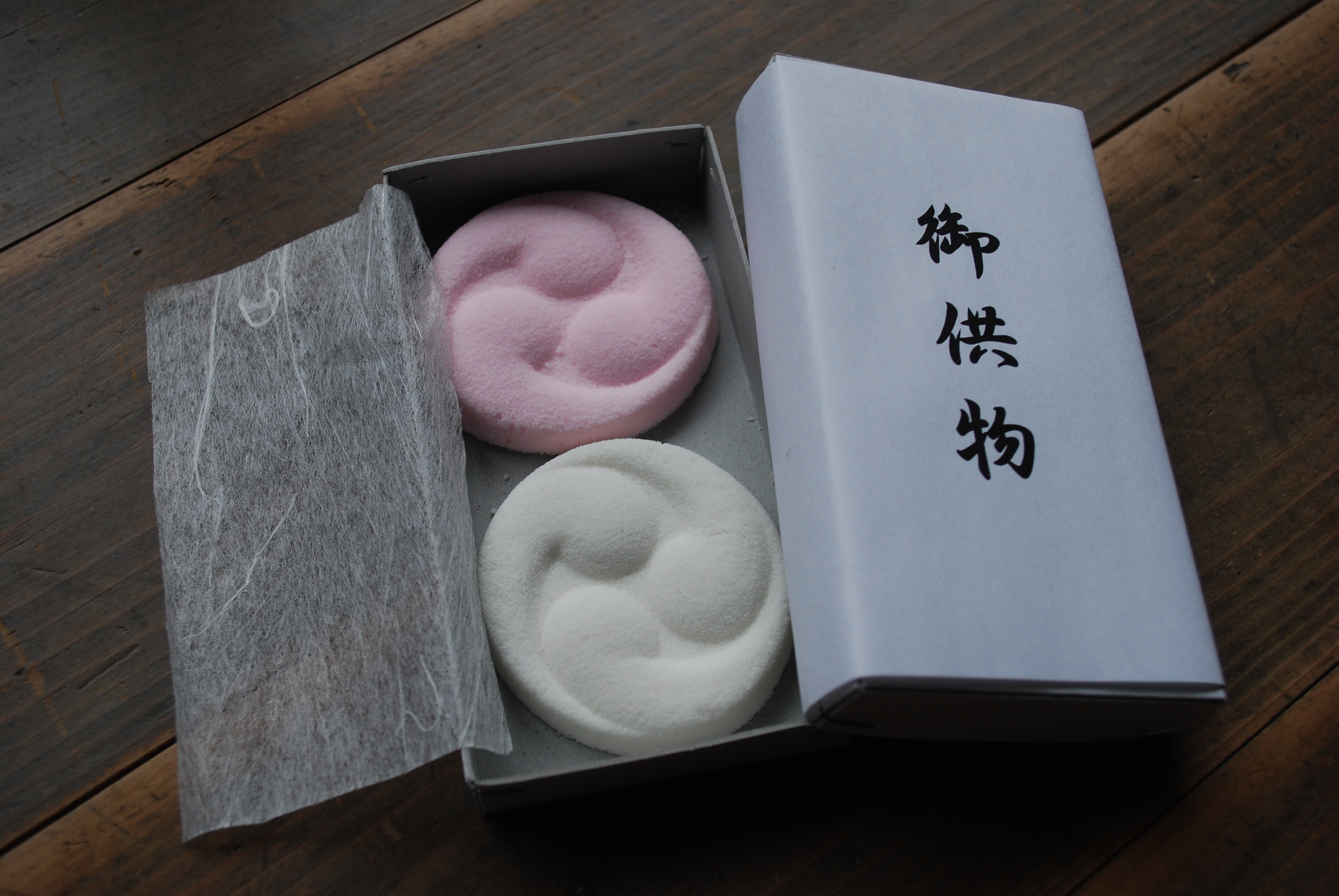
落雁

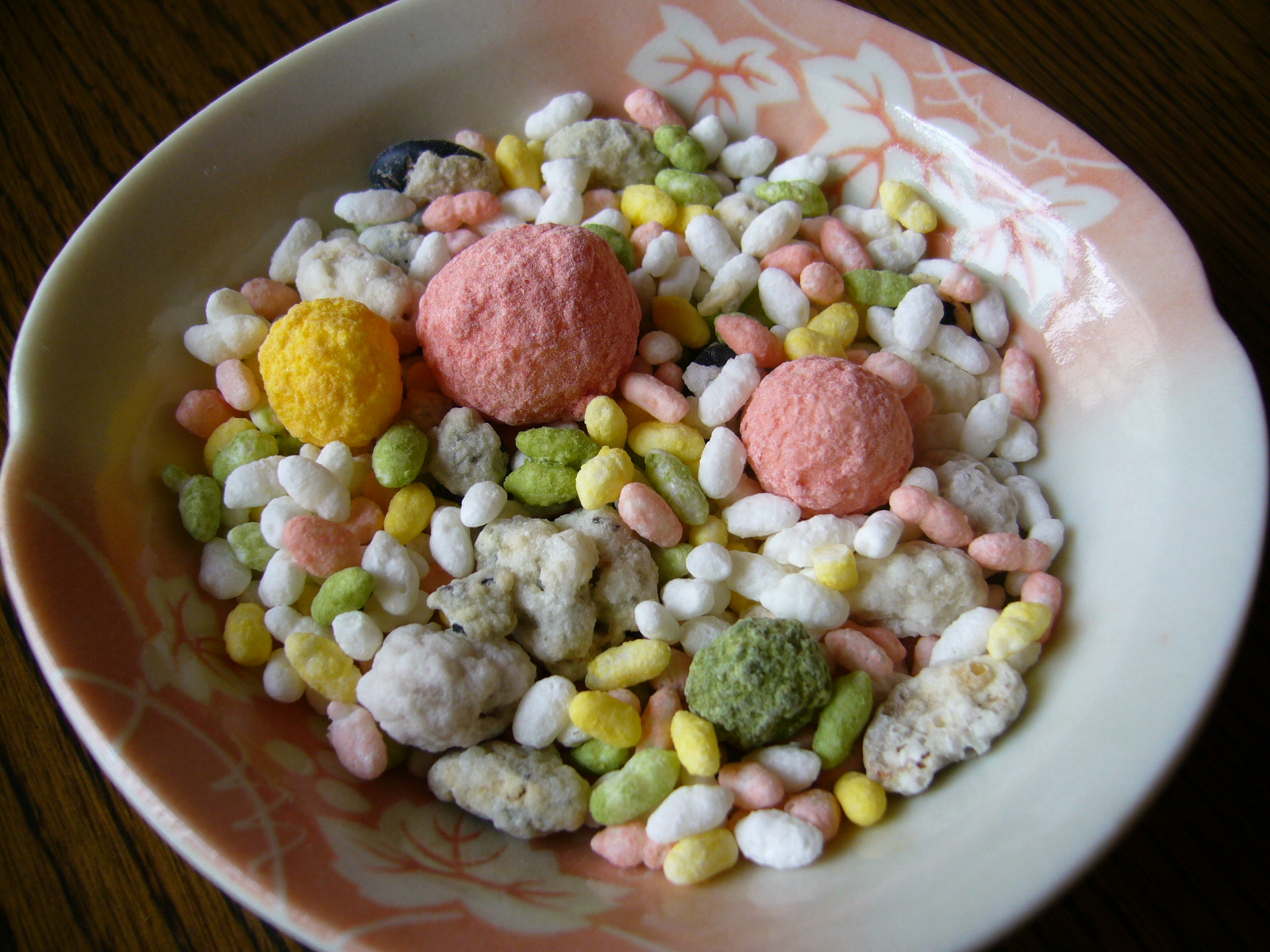
雛あられ
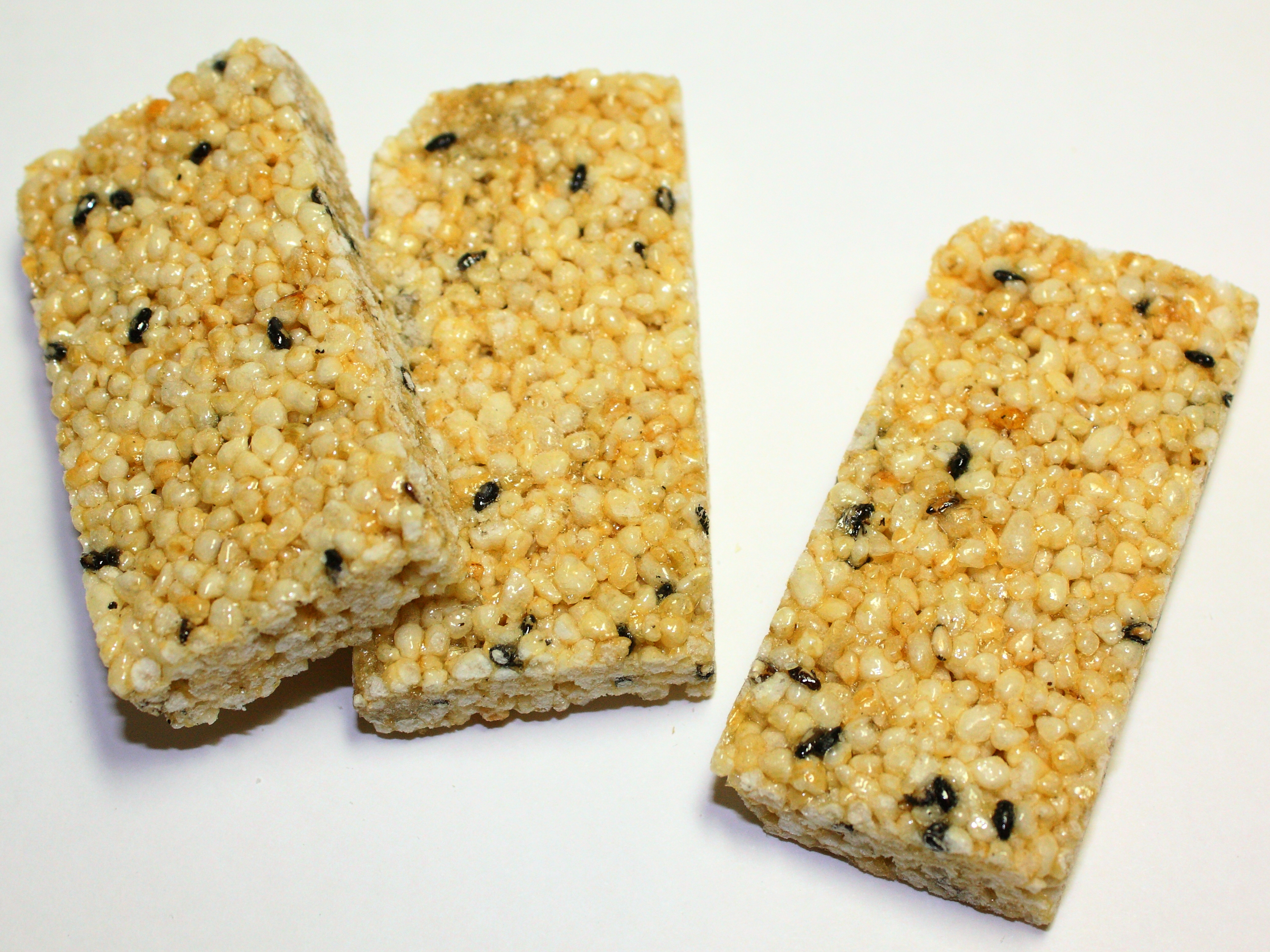
おこし
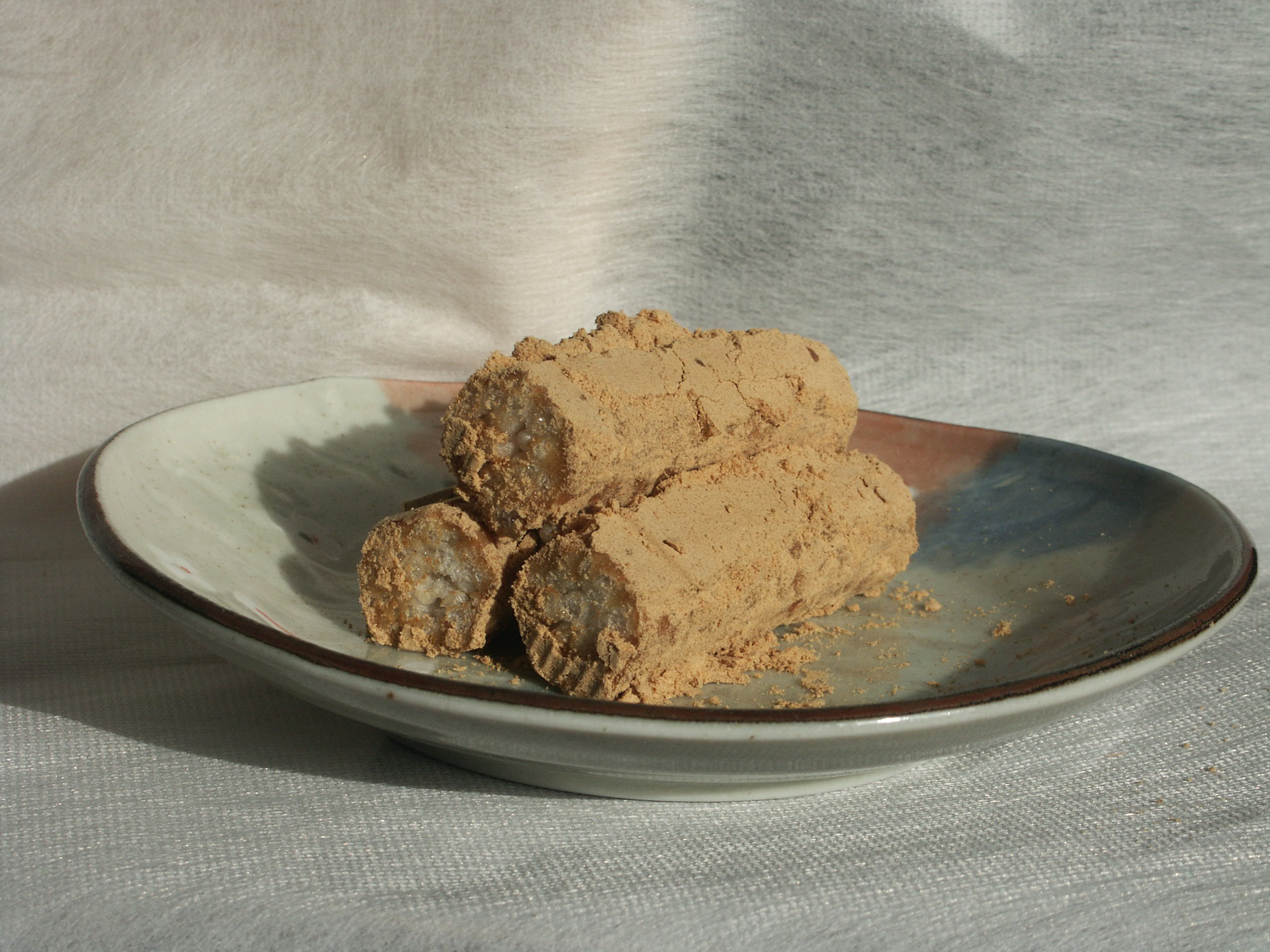
五家宝

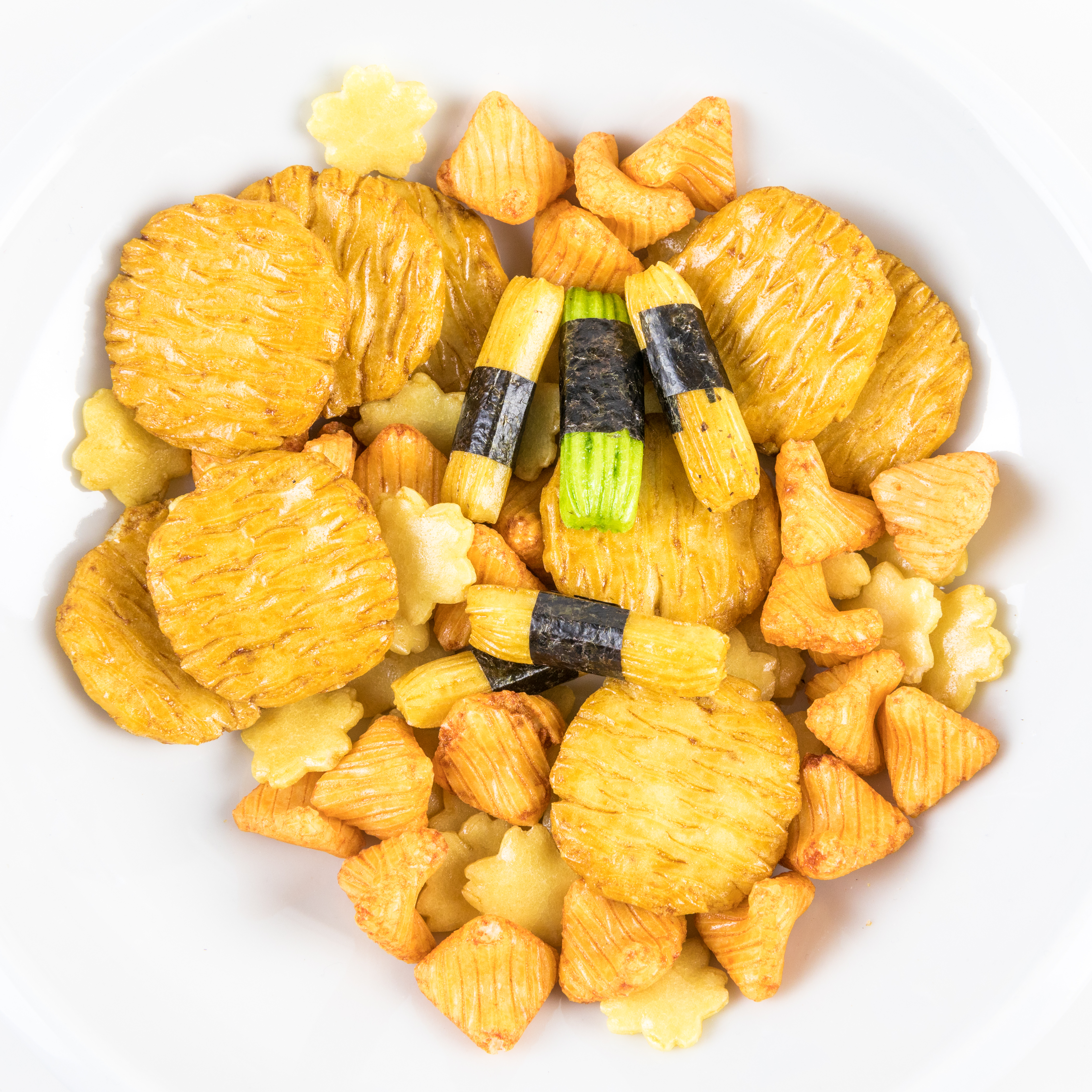
あられ
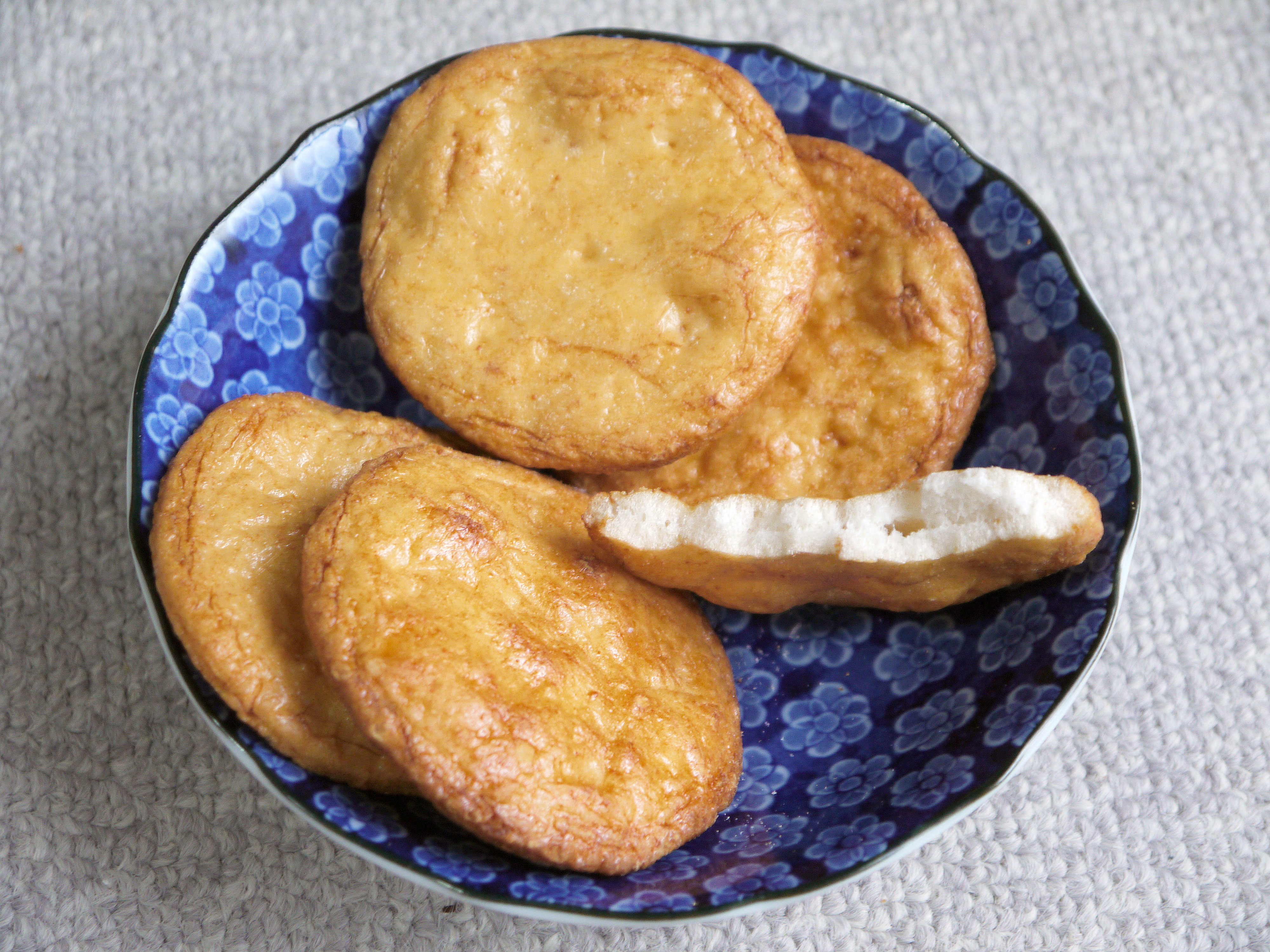
煎餅
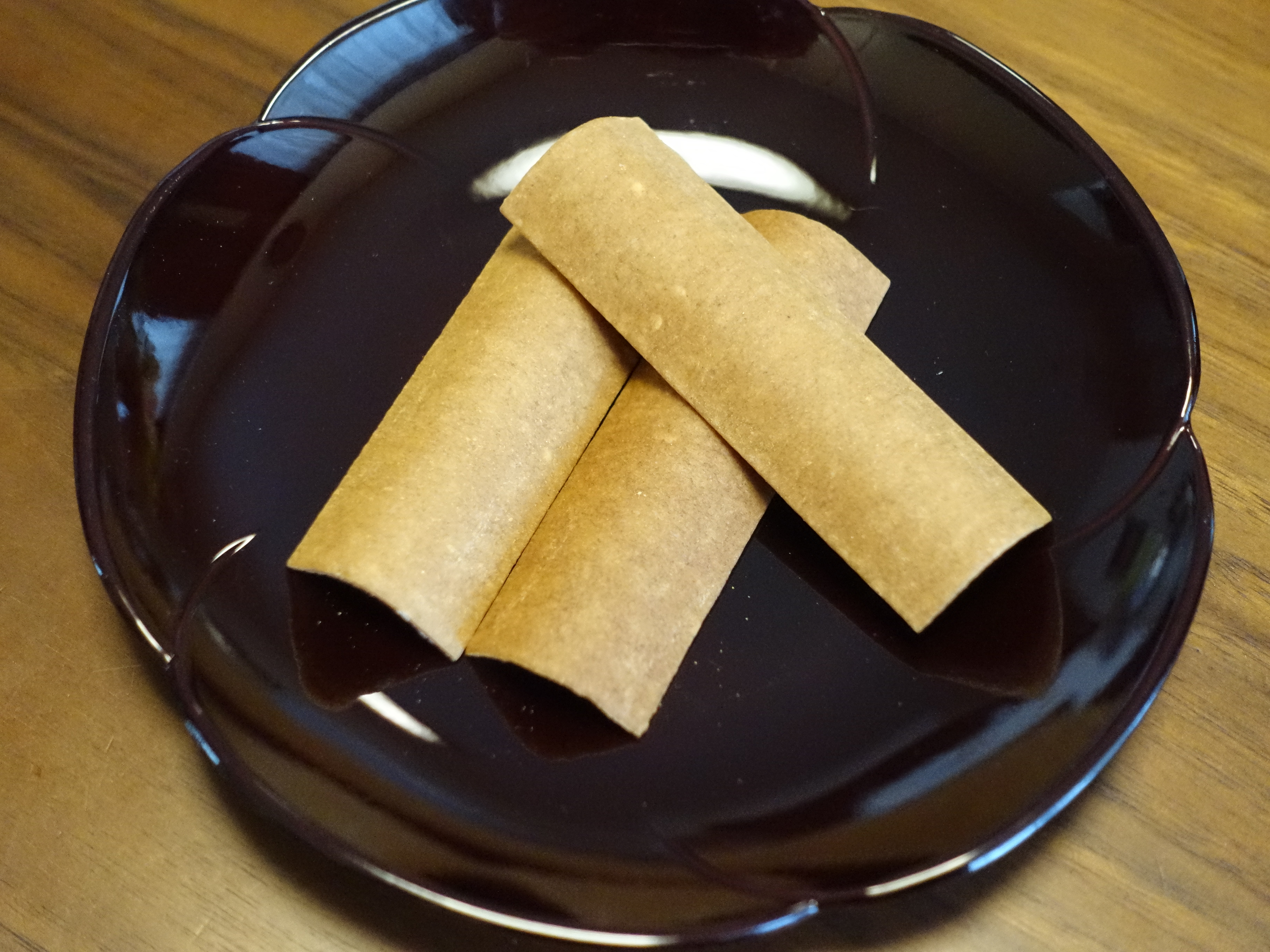
八ツ橋

原材料や製法によって「もち菓子」「焼き菓子」「練り菓子」などに分類される。前述のとおり同じ原材料・同じ製法であっても細かな製法の違いによって水分の含有量が変わるため、同じ種類の菓子が生菓子・半生菓子・干菓子の2つ以上の区分に該当する場合も存在する。
もち菓子
区分：生菓子
製品：おはぎ、赤飯、大福、関西風桜餅、すあま、羽二重餅
もち米、うるち米を加工したり米粉を主原料とし作られたもの。

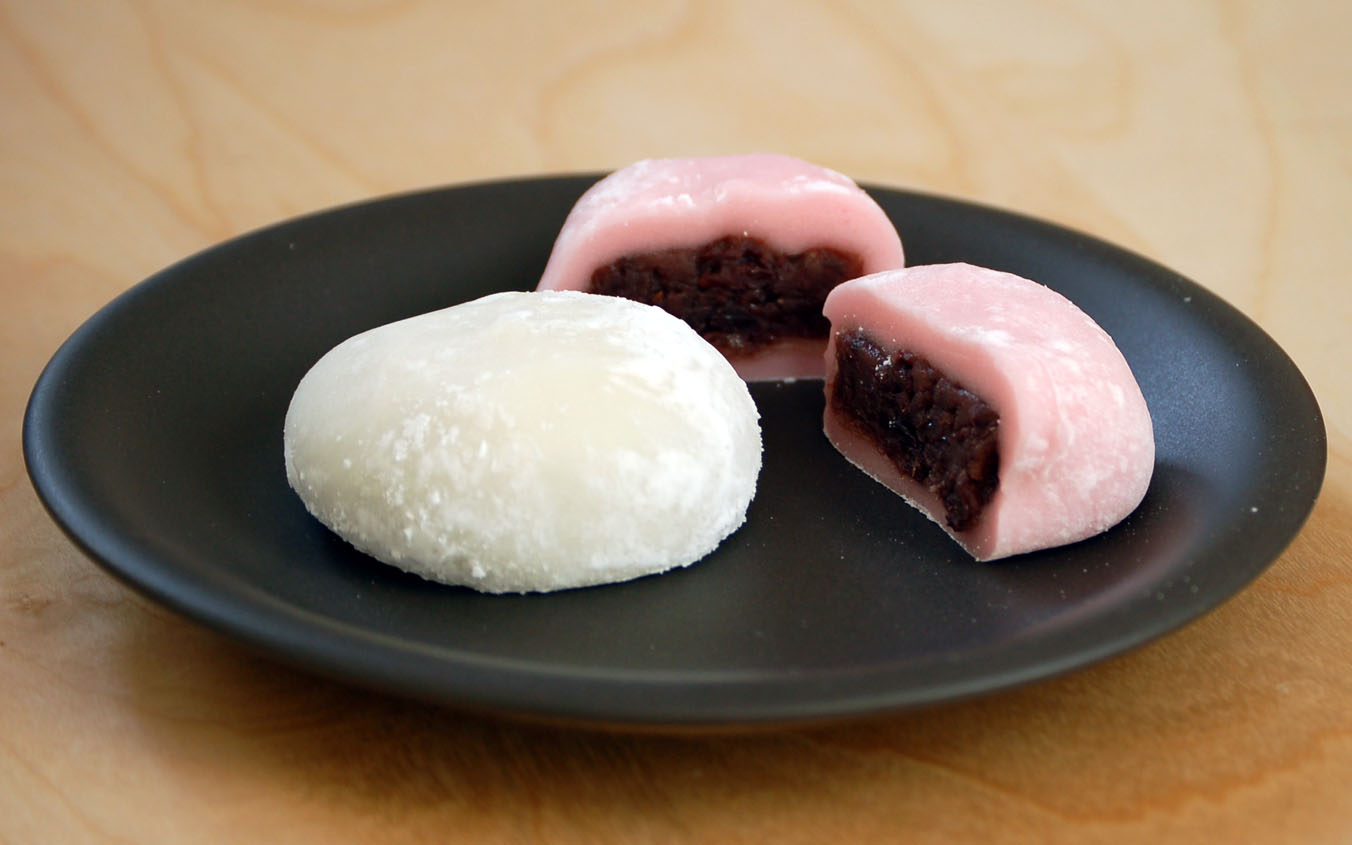
大福
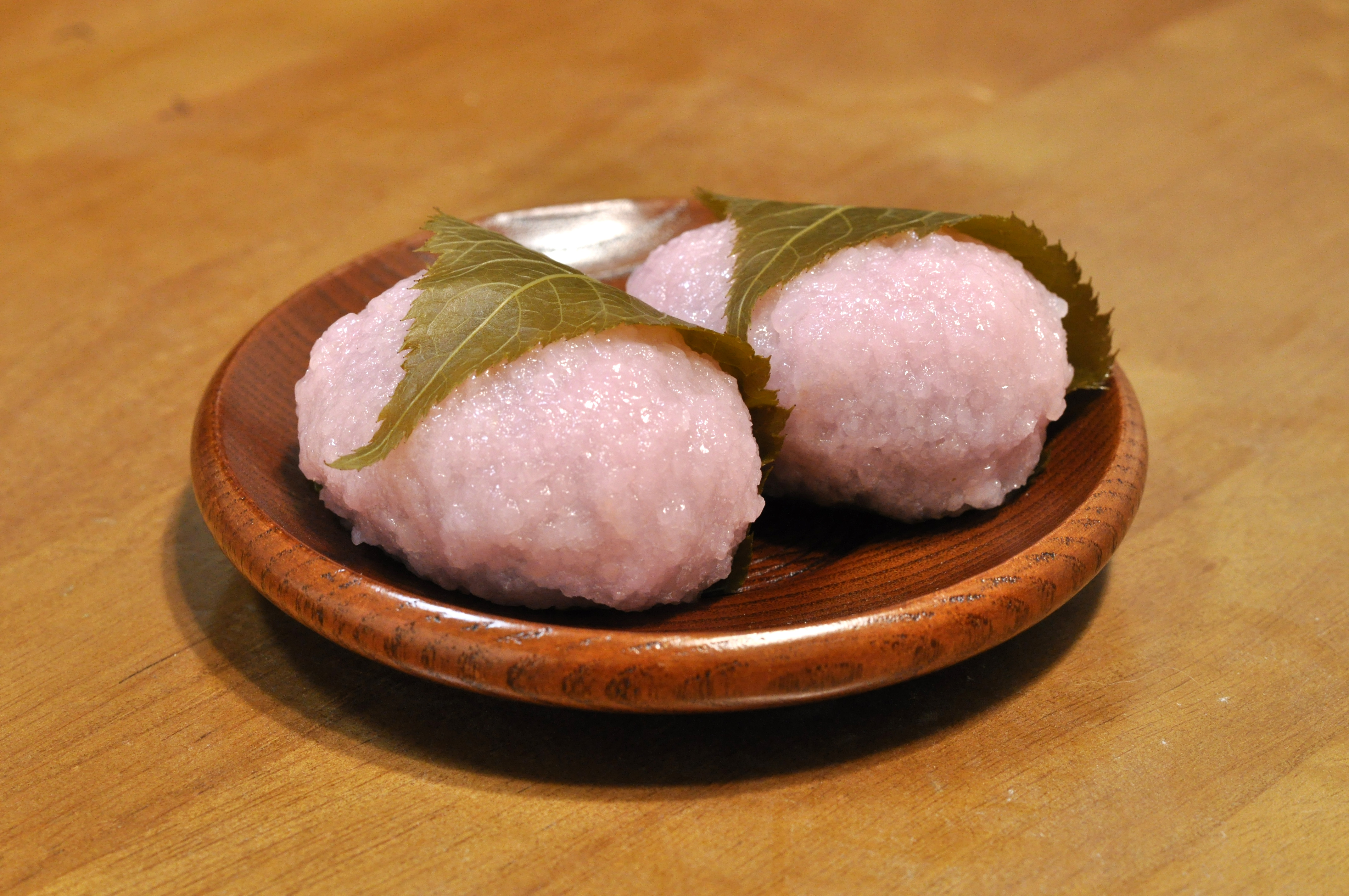
関西風桜餅
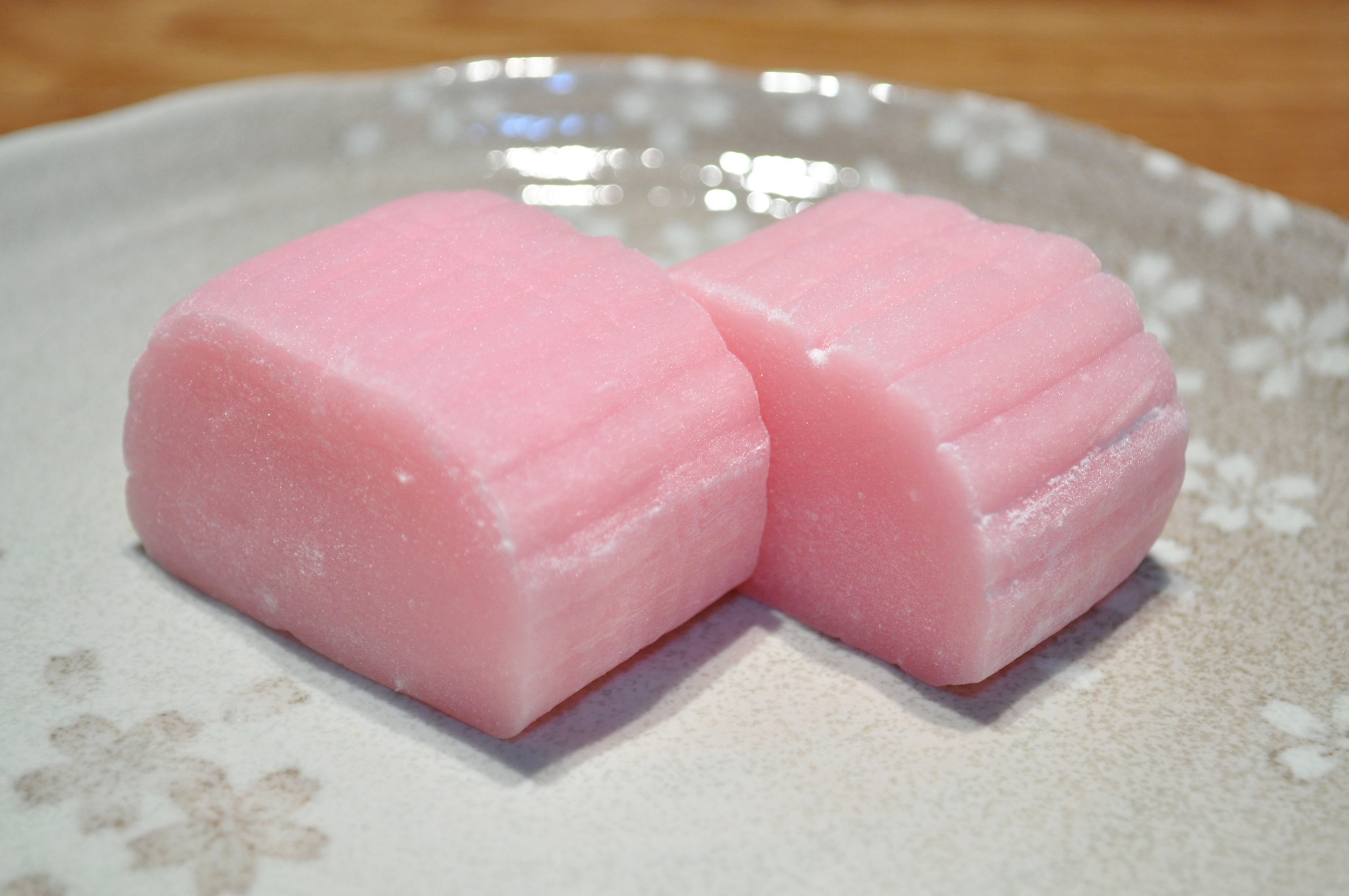
すあま

蒸菓子
区分：生菓子
製品：饅頭、軽羹、ういろう、ゆべし、浮島
生地を成形して蒸して作られたもの。あるいは蒸した生地を使って作られたもの。
- 饅頭
- 軽羹

焼き菓子
区分：生菓子、半生菓子、干菓子
製品
平鍋もの：どら焼き、関東風桜餅、今川焼、たい焼き、茶通
オーブンもの：栗まんじゅう、月餅、桃山、カステラ、黄身雲平
干菓子：ボーロ
焼いて作られたもの。生菓子・半生菓子では焼く方法によって、鉄板や焼き型を使う「平鍋もの」と、窯やオーブンなどを使う「オーブンもの」に大別される。干菓子の場合は同じ材料を用いて、焙焼することでパリッと仕上げたもの。
- どら焼き（平鍋）
- 関東風桜餅（平鍋）
- たい焼き（平鍋）
- 栗まんじゅう（オーブン）
- カステラ（オーブン）
- ボーロ（干菓子）

流し菓子
区分：生菓子、半生菓子
製品：琥珀羹、羊羹、水ようかん
寒天などを主材料とする流動体の生地を、型に流して成形して作られたもの。仕上げを施すことで日持ちを良くしたものは半生菓子に分類される。
- 羊羹

練り菓子
区分：生菓子、半生菓子
製品：練り切り、こなし、求肥、雲平
餡やもち粉などを主材料とし、砂糖や水飴などのつなぎを加えて練り上げて作られたもの。
揚げ菓子
区分：生菓子、干菓子
製品
生菓子：あんドーナツ、揚げ月餅
干菓子：かりんとう、揚げ煎餅、新生あられ、揚げ豆、揚げ芋
油で揚げて作られたもの。
- あんドーナツ（生菓子）
- かりんとう（干菓子）

あん菓子
区分：半生菓子
製品：石衣
砂糖や水飴などを用いて、生菓子の保存性を高めたもの。
おか菓子
区分：半生菓子
製品：最中、鹿の子餅、州浜
もち菓子・焼き菓子・練り菓子など、それぞれ異なる製法で作った生地を組み合わせて成形して作られたもの。
- 最中

砂糖漬け菓子
区分：半生菓子
製品：甘納豆、文旦漬け
豆類・果物・野菜・昆布などを原料とし、砂糖などで漬けこんで作られたもの。「掛け菓子」に分類される場合もある。
- 甘納豆

打菓子
区分：干菓子
製品：落雁
みじん粉・きな粉などの粉類に砂糖を混ぜ、蜜などを加えて木型に入れて押し固め、打ち出すことで作られるもの。
- 落雁

押し菓子
区分：干菓子
製品：志ほがま、村雨
打菓子に用いる素材に練り餡などを加え、木枠などに押し付けて作られるもの。打菓子より水分量が多い。
掛け菓子
区分：干菓子
製品：雛あられ、おこし、五家宝
炒り豆や飴、ゼリーなどを核として、砂糖液やチョコレートなどを掛けて作られるもの。
- 雛あられ
- おこし
- 五家宝

飴菓子
区分：干菓子
製品：有平糖、おきな飴
砂糖、水飴などを原料とし、煮詰めてから冷却して固めて作られるもの。
豆菓子
区分：干菓子
製品：炒り豆
豆を原材料として作られるもの。
米菓
区分：干菓子
製品：あられ、煎餅、八ツ橋
もち米、うるち米、米粉などを原材料として、焼いて作られるもの。
- あられ
- 煎餅
- 八ツ橋

### 用途による分類
生菓子のうち、日常的なお茶請け菓子として用いられるものは並生菓子（なみなまがし、あるいは「並菓子」とも）または朝生菓子（あさなまがし、朝生）などと呼ばれており、上記のもち菓子、蒸菓子、焼き菓子（平鍋もの）、おか菓子などがこれに属する。「朝生菓子」とは朝に作ってその日のうちに食べるものという意味である。
対してこなし・練り切りや求肥などを主な素材とするものや、色の異なる素材を流し合わせた羊羹類などの、高価で上等な生菓子を上生菓子（じょうなまがし）と呼ぶ。上生菓子ではこれらを素材として、各種の仕上げ方法を駆使し、季節の風物が写実的あるいは抽象的な仕方で色鮮やかに表現される。
その他、用途や目的に応じた分類・名称としては以下のような例が挙げられる。
献上菓子、上菓子、有職菓子（ゆうそくがし）
朝廷献上用の菓子。
茶席菓子
茶の席で用いられる菓子。茶席においては、生菓子は主菓子（おもがし）、干菓子は添え菓子と呼ばれ、濃い茶には主菓子、薄い茶には添え菓子が合わせられる。薄い茶だけの茶会では主菓子、添え菓子の両方が用いられるが、添え菓子だけでも良い。茶席菓子には2、3口程度の大きさのもの、主材料の風味を失わない程度の甘さのものが適しており、茶会の季節を考慮したデザインと菓名を選ぶのが好ましい。
引菓子・式菓子
引菓子（ひきがし）は、祝儀や不祝儀の際の引き出物として使われる菓子のこと。祝儀に使われるものは紅白の饅頭・餅菓子など。不祝儀の引き菓子には葬式饅頭などがある。式菓子（しきがし）はしきたりにのっとって用いられる菓子の意で、引菓子と同様に捉えられることが多い。
蒔（まき）もの菓子
舞踊、琴、長唄といった習い事の発表会において、招待した知人・友人に土産として贈る菓子のこと。発表される演目にちなんだ図案や意匠を施したものが多い。
縁起菓子
一種の縁起物として売られる菓子。寺社の参道沿いの店や境内で売られる由緒あるもののほか、現代では菓子店によるアイディア商品のようなものもある。
工芸菓子
食用ではなく、展示・観賞用に作られる工芸品としての菓子。雲平（うんぺい）や有平糖などを用い、山水・花鳥を写実的に表現したものが多い。

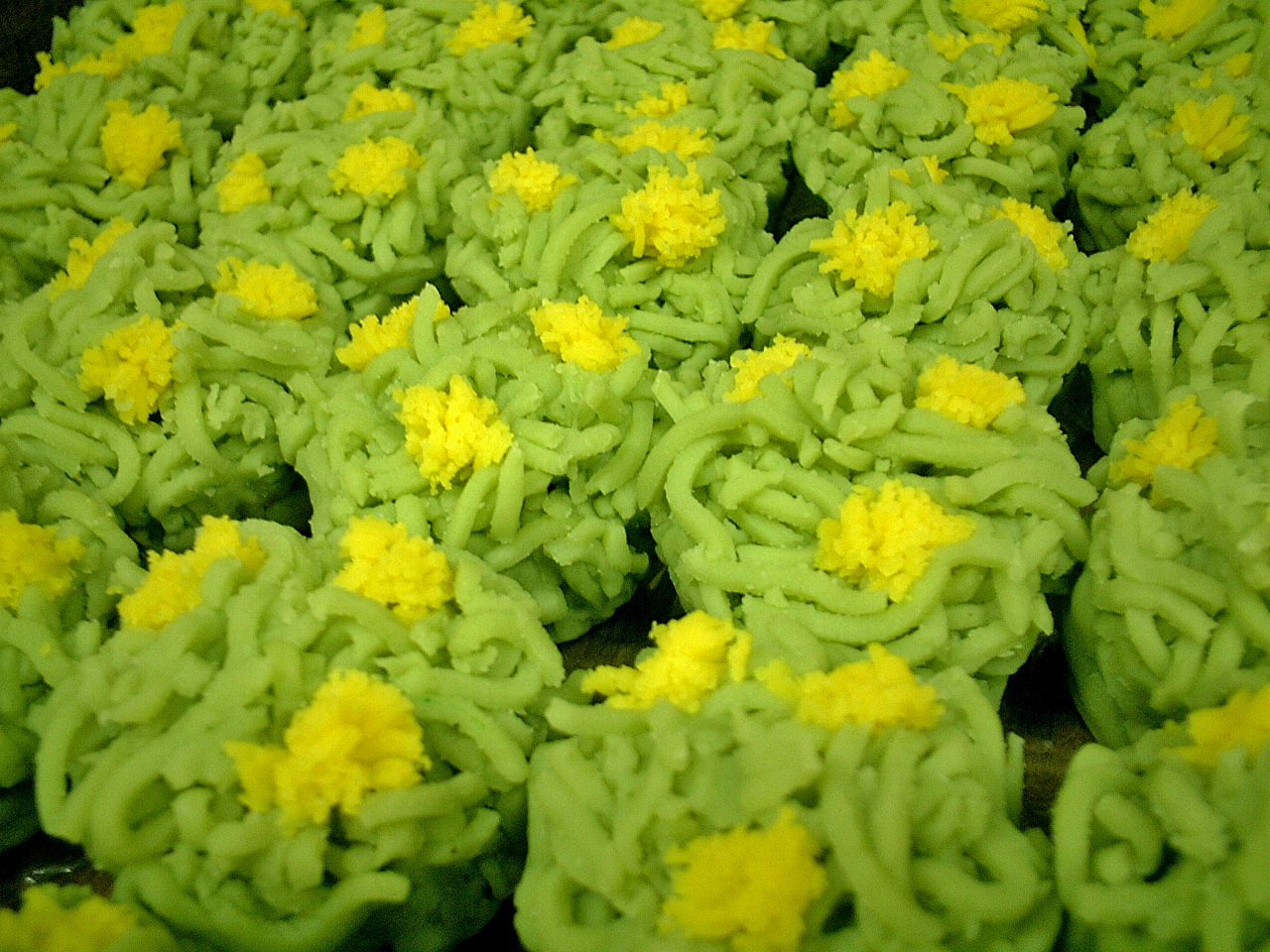
上生菓子の「なたねきんとん」。菜の花を表す。
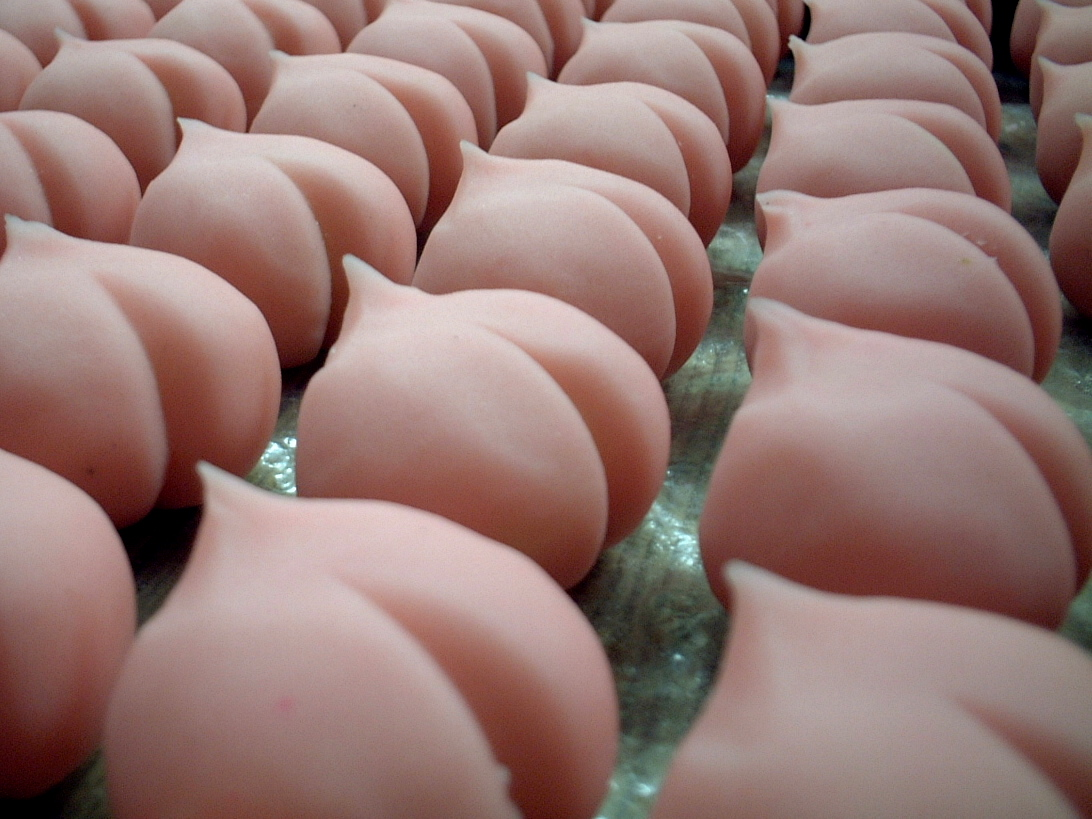
茶席菓子の「西王母」。桃の実を表す。
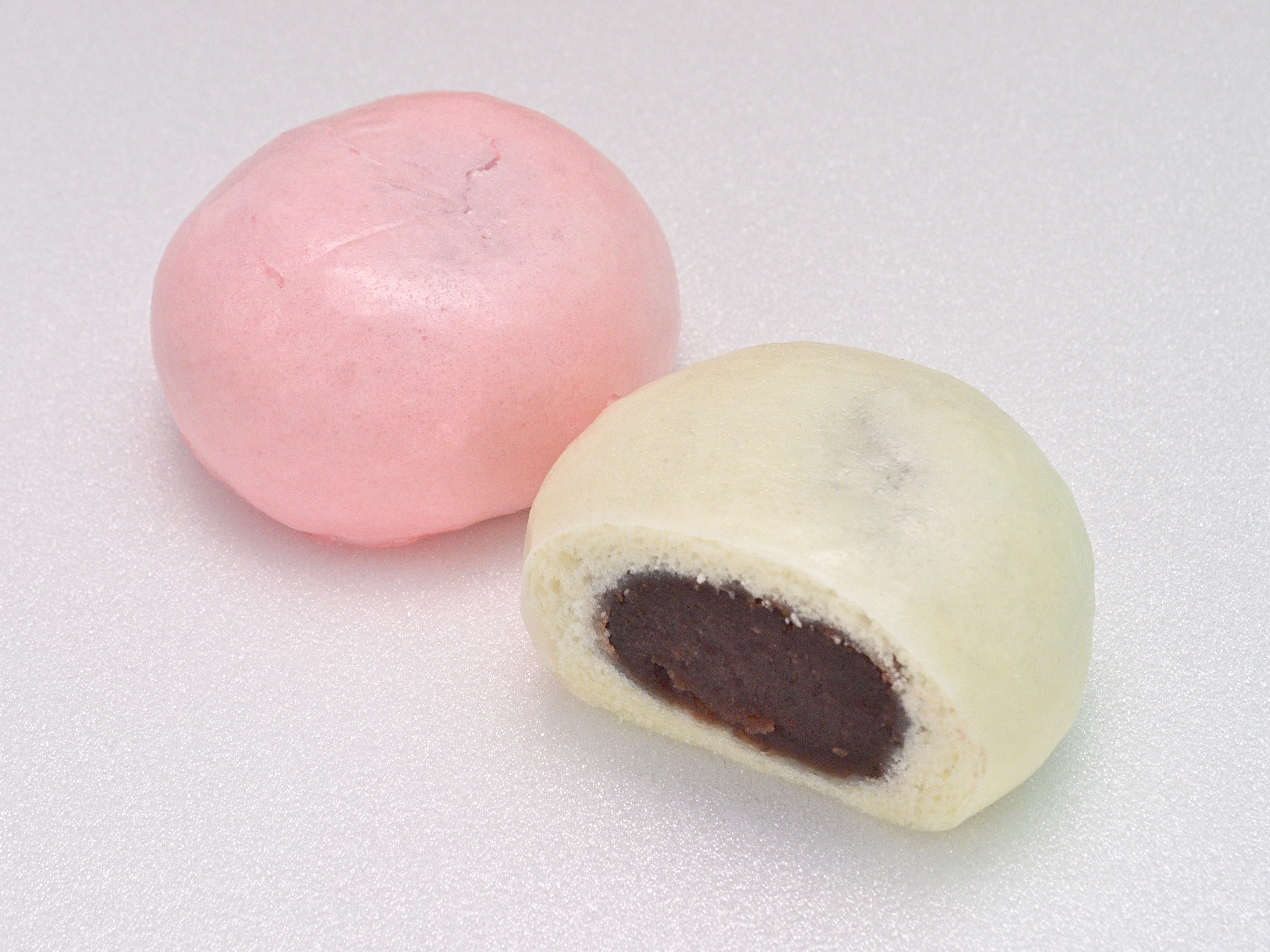
祝儀の引菓子「紅白饅頭」

### 季節による分類

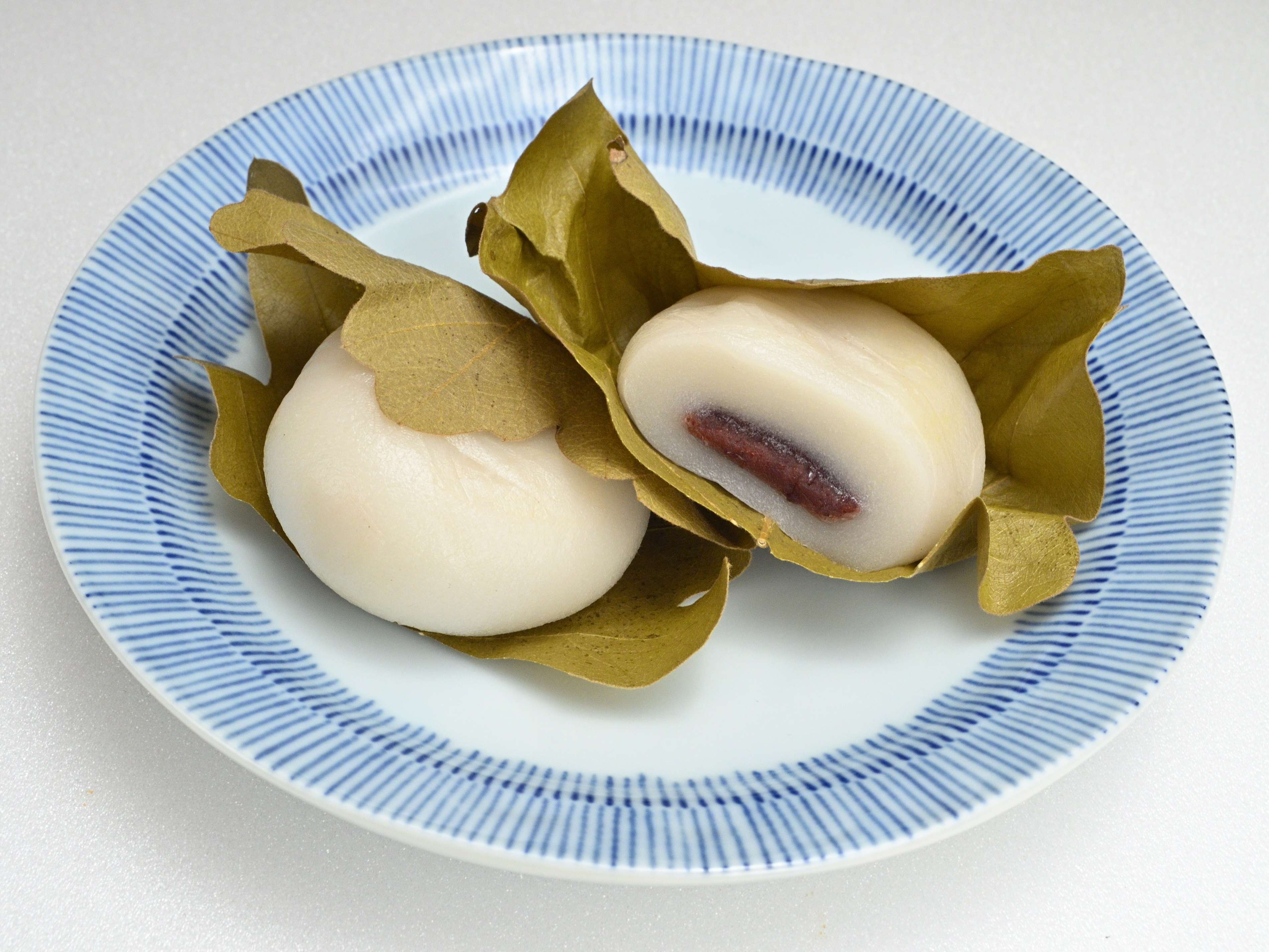
柏餅
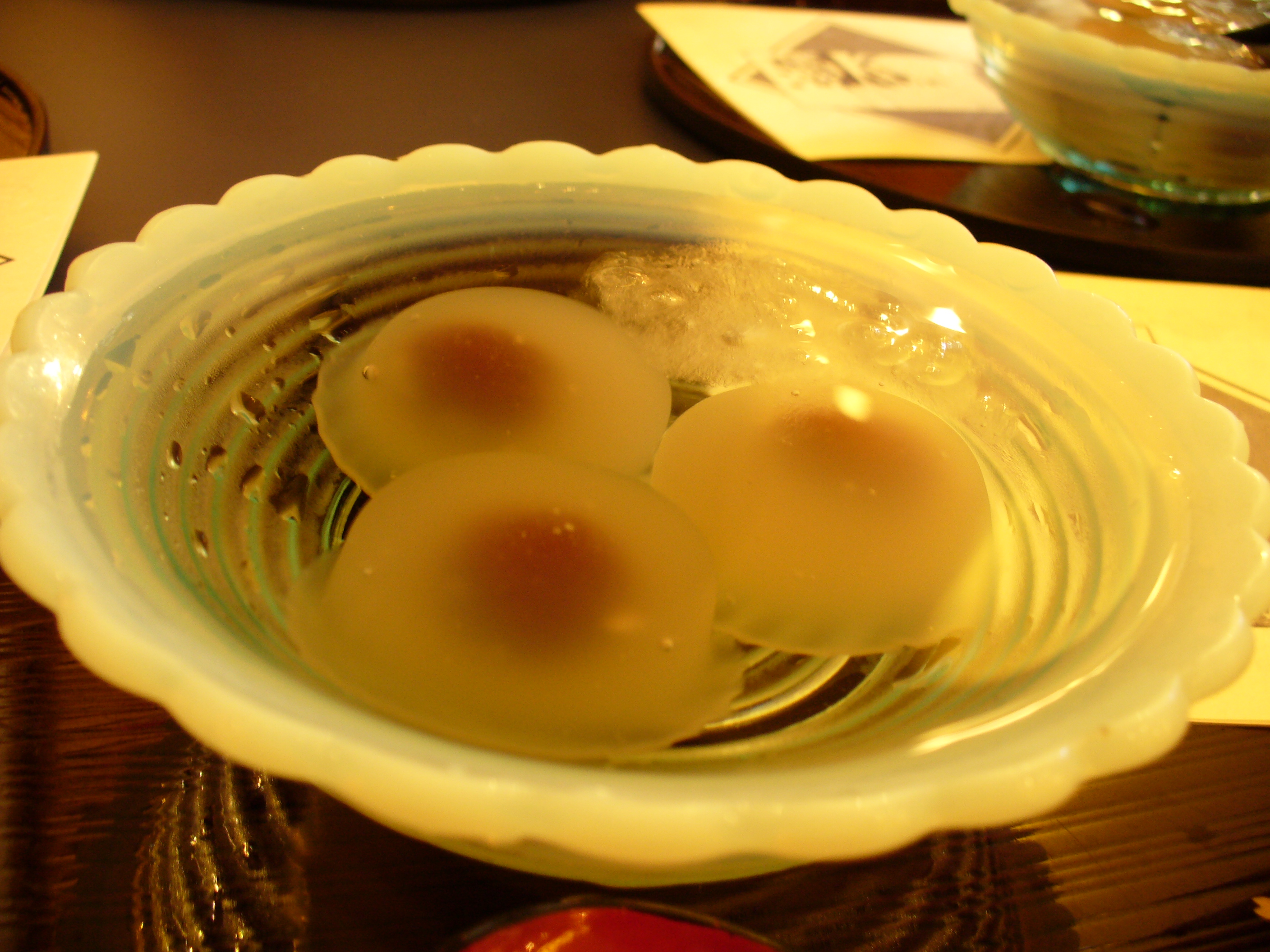
水まんじゅう
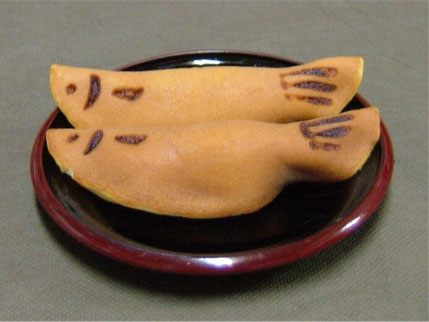
若鮎
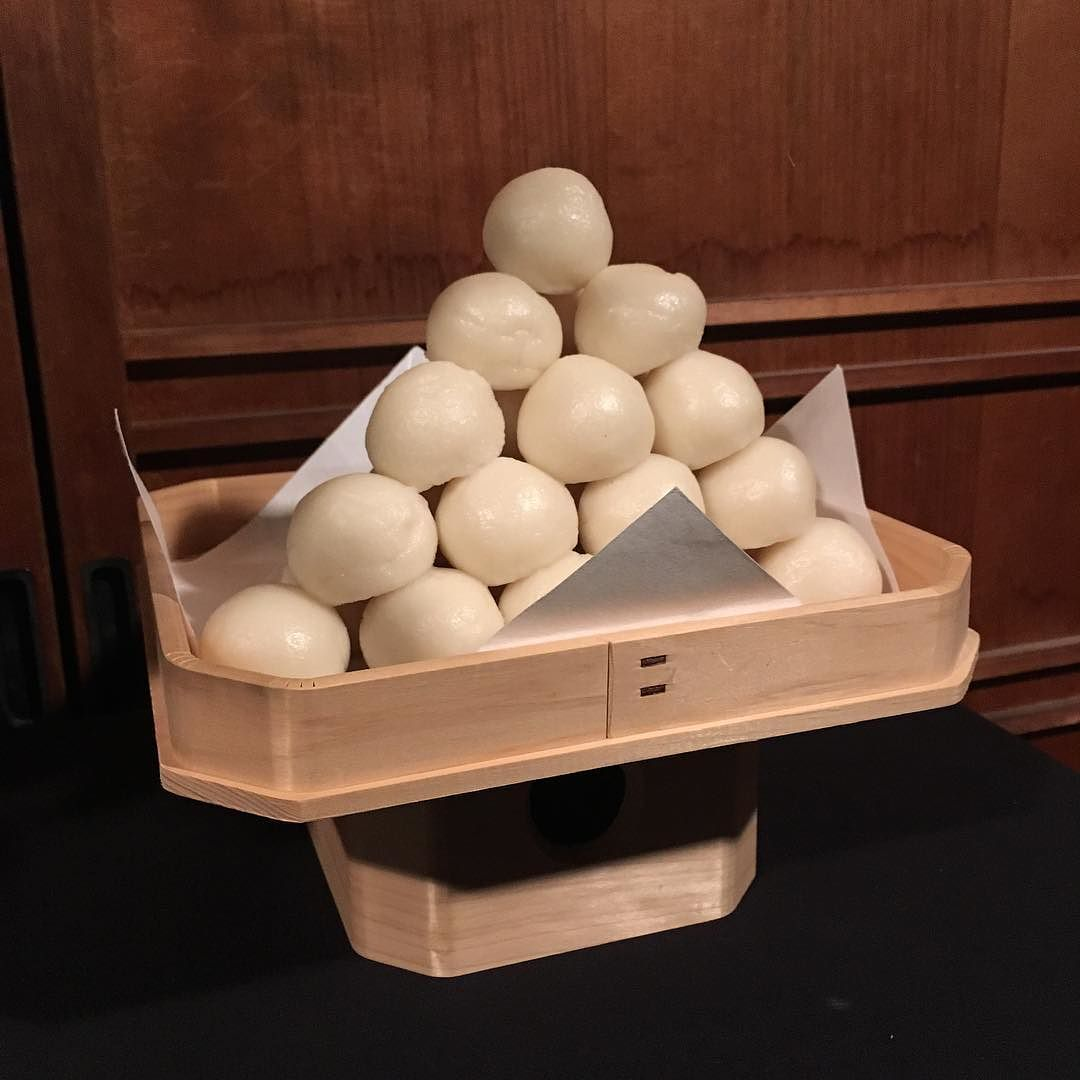
月見団子

四季との関わりが深いことは和菓子の特徴の一つである。和菓子の中には特定の季節に限定して売り出されるものがあり、また特に上生菓子では、菓子自体によって季節の風物が表現され、それぞれの菓子に見合った銘がつけられている。そのほか雛菓子、盆菓子など特定の年中行事で供え物にしたり、食したりするものもある。これらの和菓子のいくつかは季語としても扱われている。
新春（新年）の和菓子の例
菱葩餅、初夢（茄子の砂糖漬け）、干支菓子など。
春季の和菓子の例
桜餅、椿餅、鶯餅、蓬餅、花見団子、雛菓子（雛あられ、菱餅、引千切、草餅）など。
夏季の和菓子の例
柏餅、ちまき、若鮎、水無月、葛切り、水羊羹、水まんじゅう、麩饅頭など。
秋季の和菓子の例
おはぎ、月見団子、栗蒸し羊羹、栗饅頭、栗きんとんなど。
冬季の和菓子の例
亥の子餅、お火焚饅頭、千歳飴など。
- 柏餅
- 水まんじゅう
- 若鮎
- 月見団子

## 材料

### 豆類と餡

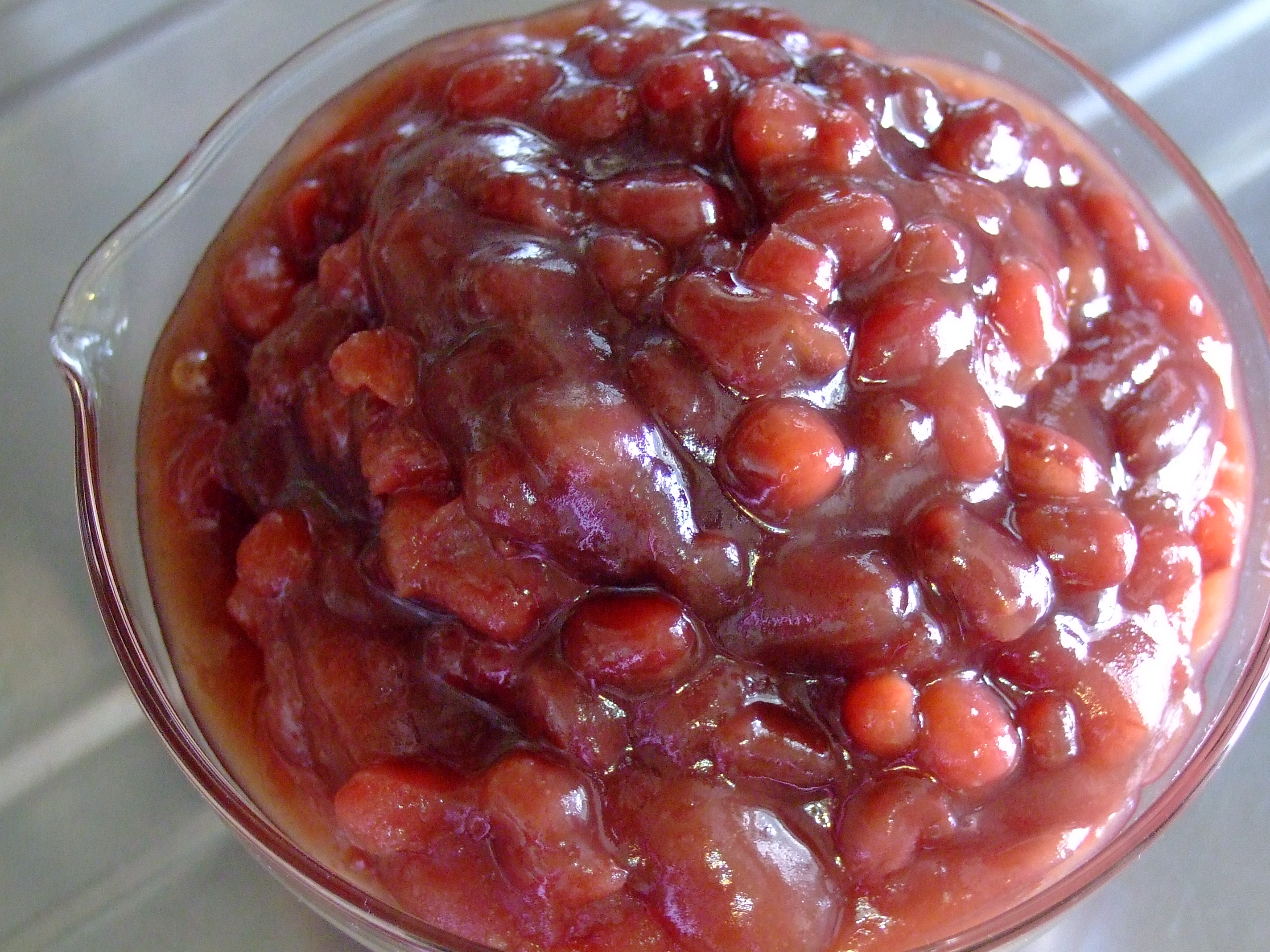
小豆餡（粒あん）

和菓子の材料には様々なものがあるが、基本となるものは豆類、米粉などの粉類ならびに砂糖類である。特に豆類から作られる餡は、和菓子の基本と言われるほど重要視される。よくみられる黒い餡は赤あんと言い、主に小豆によって作られる。餡を作る際、漉して豆の皮を取り去ったものがこしあん、豆の粒を残したものが粒あん、皮ごとすりつぶしたものがつぶしあんと呼ばれる。また水飴を多く加えたものをネキあんまたは飴あんと言う。
白あんは手亡（てぼう）、大福豆（おおふくまめ）といったインゲン豆の種類から作られるこしあんであるが、高級品として白小豆から作るものもある。青エンドウは甘く煮ることでうぐいす豆となり、また青色のこしあんであるうぐいす餡の原料となる。
白あんからは、ぎゅうひ等をまぜて作る練り切り、小麦粉や米粉をまぜて作るこなしなどが作られる。また各種の餡を漉し器で漉してそぼろ状にしたものをきんとんまたはそぼろという（薯蕷で作るものもある）。上生菓子ではこれらを組み合わせ、着色や細かな細工を施して季節の風物が美麗に表現される。
豆類はこれらの餡のほか、炒って炒り豆としたり、砂糖液を絡めたりしてつくる豆菓子の材料にもなる。

### 粉類・米粉

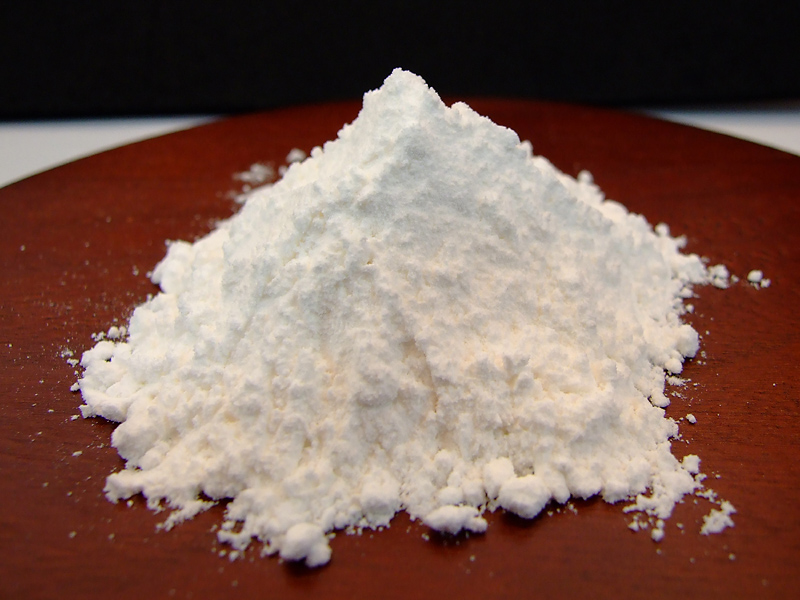
米粉

粉類は米粉・小麦粉が中心となるが、蕎麦、黍、粟などを挽いた粉も使われる。米粉は餅や団子、ぎゅうひ、煎餅等の材料であり、小麦粉は各種の焼き物菓子の生地などに使用される。以下は米粉を中心に解説する。
米粉は粘り気の多いもち米によるものと、比較的粘りの少ないうるち米によるものとに大別される。もち米を生のまま粉にしたものを餅粉（または求肥粉）と言い、餅菓子やぎゅうひ、団子（上新粉と混ぜる）の材料となる。もち米を水を加えながら潰し、乾燥させたものが白玉粉（または寒晒し粉）であり、これもぎゅうひや、白玉団子の材料となる。なお「ぎゅうひ」は水飴を混ぜるもので、配合によって求肥餅とも求肥飴とも呼ばれ、各種の和菓子の素材として広く用いられる。
もち米を蒸したのち、乾燥させてつくる道明寺糒（どうみょうじほしい）をあらく挽いたものが道明寺粉で、道明寺桜餅やみぞれ羹の素材となる。同じものを細かく砕いて焼いたものが新引粉（しんびきこ）で、落雁や、菓子の仕上げに上からまぶして使うまぶし粉などに使われる。道明寺粉に似るが、餅を焼いてから挽いたものはみじん粉（または寒梅粉）と言い、これも各種の生地のつなぎ材などに用いられている。
うるち米を生の状態で加工したものを新粉、上新粉、上用粉と言う。これは粒の細かさによって呼び分けられるもので、新粉がもっとも粒が大きく、上用粉が粒が小さい。上新粉は草餅や柏餅、また餅粉と混ぜて団子粉をつくり団子の材料とされる。上用粉からはういろうや、薯蕷をまぜた薯蕷饅頭などが作られる。

### 砂糖、その他
砂糖は菓子に甘味を付ける役割のほか、保水性により柔らかさを保ったり、保存性を高める役割を果たす。和菓子には一般の白砂糖（上白糖）、白双糖、グラニュー糖なども使われるが、特に珍重されるのが高級品の和三盆で、やや黄みがかった色と独特の風味を持ち、そのまま押し固めて干菓子にすることが多い。黒砂糖もかりんとうなどを作るのに使われている。
以上のほかにも様々なものが和菓子の材料になる。水飴は前述のように飴菓子を作る材料になるほか、豆などに掛けて掛もの菓子を作ったり、餡や生地のつなぎとして使われたりする。寒天は羊羹・水羊羹や金玉羹、みつまめなどの材料となり、他に葛切りなどを作る葛粉、わらび餅を作るわらび粉などからも透明感のある涼味の和菓子が作られる。薯蕷（ヤマノイモ）は、白さを生かし薯蕷饅頭、軽羹、練り切りなどの材料とされる。

## 和洋折衷菓子・ネオ和菓子
和菓子・洋菓子の両方の要素を取り入れた菓子も珍しくなくなっている。博多通りもん、ざびえるなどは「西洋和菓子」「和洋折衷菓子」を名乗っており、白餡にバターといった原材料が使われている。これら和洋折衷菓子は銘菓、土産菓子とされることも多い。他にはどら焼きにホイップクリーム、ロールケーキに餡こなども稀に見られるようになっており、和菓子、洋菓子の消費スタイルに柔軟性も見られる。
和洋折衷という考え方は明治時代まで遡り「日本百科大辞典」（三省堂,明治43年）にはジャスミン餡最中、レモン最中、チョコレートおこし、などが紹介されている。
近年は和菓子の伝統的な技法に現代的な要素や和菓子に用いなかった洋素材を用いた「ネオ和菓子」という概念も生まれており、SNS映えする見た目の菓子も多いことから若い世代や外国人からも人気を得ている。老舗和菓子店が代替わりに伴って取り組む例が多いが、有名パティシエが新分野として出店するケースも増えている。

## 和菓子商人の受領官名
江戸時代、市内の菓子商人は店ごとに掾国名を付記したが、これは菓子商人は京都、中御門家の支配に属していたからである。当家の役所からは1年おきに下役数人ずつが浅草新堀端の松平西福寺内の役宅に出張し、江戸市内において掾国号などの官名を明記せずに、単に「XX屋XX兵衛」のような通称で営業する菓子屋を捜索した。そしてその家主、地主に差紙を送り、無免許者を役宅出張所に召喚し、菓子商人は京都、中御門家の支配に属すること、当家から掾国号の官名を受け営業すべきことを諭し、希望に応じて掾国名を授与した。
官名等級は藤原姓が最高で、次いで山城、大和、河内、和泉、摂津など、また武蔵、紀伊、尾張、常陸などは決して許されず、その他の国名およびXX堂、XX軒などの順位であった。これは俗に「餅屋官」とも言われ、大掾の階級はのちの奏任官待遇に該当し、正七位に相当するという。

## 和菓子研究の古文献
- 『古今名物御前菓子秘伝抄』 享保3年（1718年）春 著者不明。京都京極五条橋書林梅村水玉堂刊。金平糖、カステーラ、ボール、カルメラ、餅菓子、飴類など105種の製法を記載。筆者は上述「和菓子商人の受領官名」の事情から、持明院家、園家、東園家、壬生家、高野家、石野家、石上家、六角家など中御門家一門の著作者であろうと推定される。
- 『古今名物御前菓子図式』 宝暦10年（1761年） 京都風雅亭および長谷川良陽撰著。上下2巻。蒸菓子、干菓子、羊羹、飴、粽類など計95種の製菓法および各菓子形状着色模様図を記載。
- 『餅菓子手製集』 文化10年（1813年） 十返舎一九編。餅、饅頭、羊羹、飴など75種の江戸風製菓法を記述する。
- 『古今新菓子大全』 天保11年（1840年）正月 『古今名物御前菓子図式』を書名だけ改め、内容はそのまま再刊行。
- 『菓子話船橋』 天保12年（1841年）丑春 文化年間、大阪から江戸に進出した船橋屋織江初代岸本群次郎の遺稿。亀戸花笠文京校訂。芝区神明前甘泉堂書店和泉屋市兵衛刊行。練羊羹が主で、蒸菓子、乾菓子など77種の製法を記載。
- 『鼎左秘録』 嘉永4年（1851年）亥12月。京都三条柳馬場東角堺屋仁兵衛の出版。著者は丹波国亀山住人国華山人。青物砂糖漬類を主とし、餅、飴、乾菓子類の製法計53種。